# Histoire de Cuba

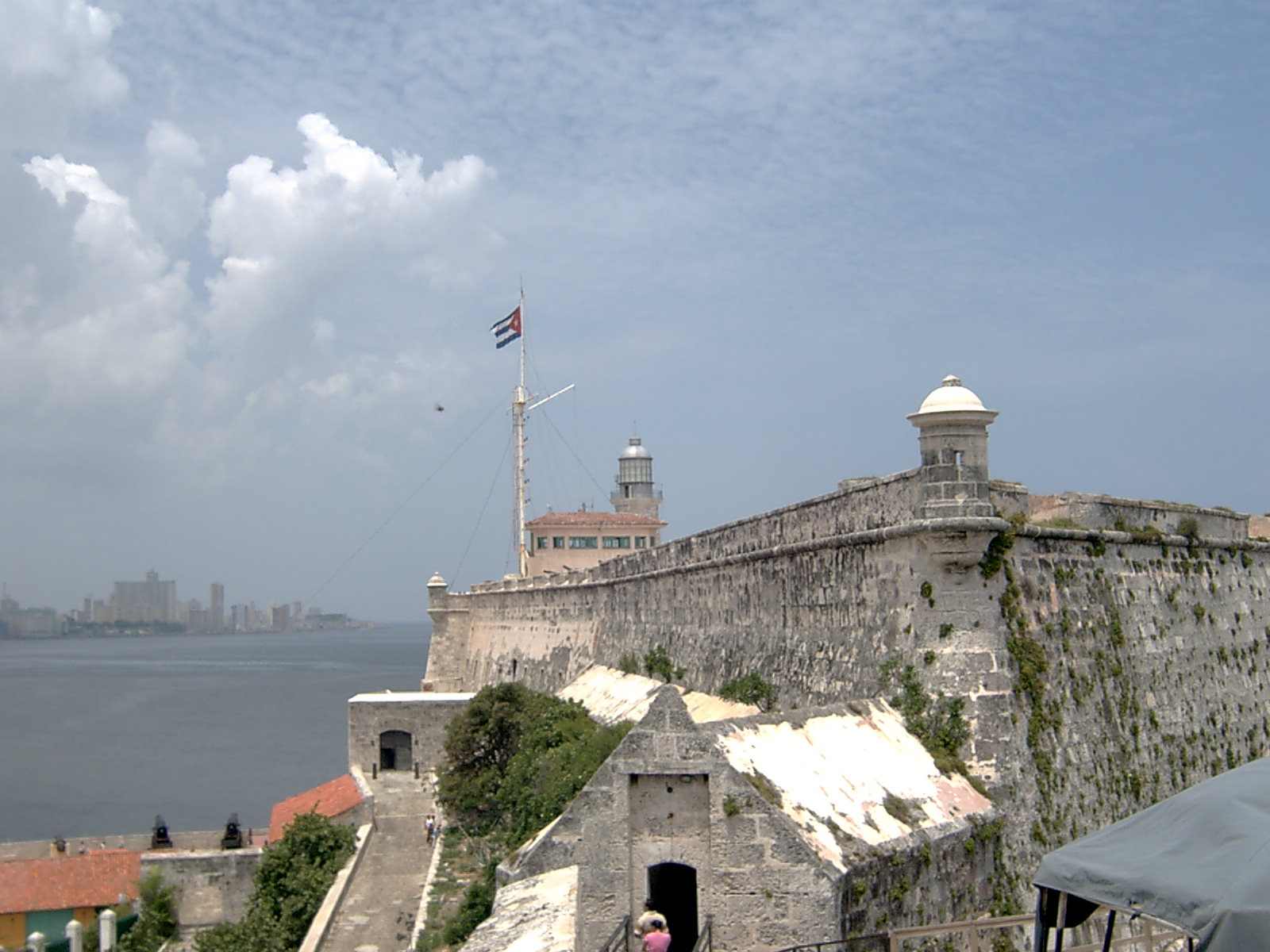
Le fort El Morro à La Havane, construit en 1589.

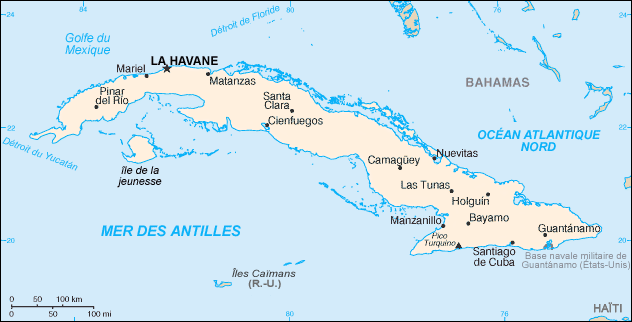
Cuba au présent.

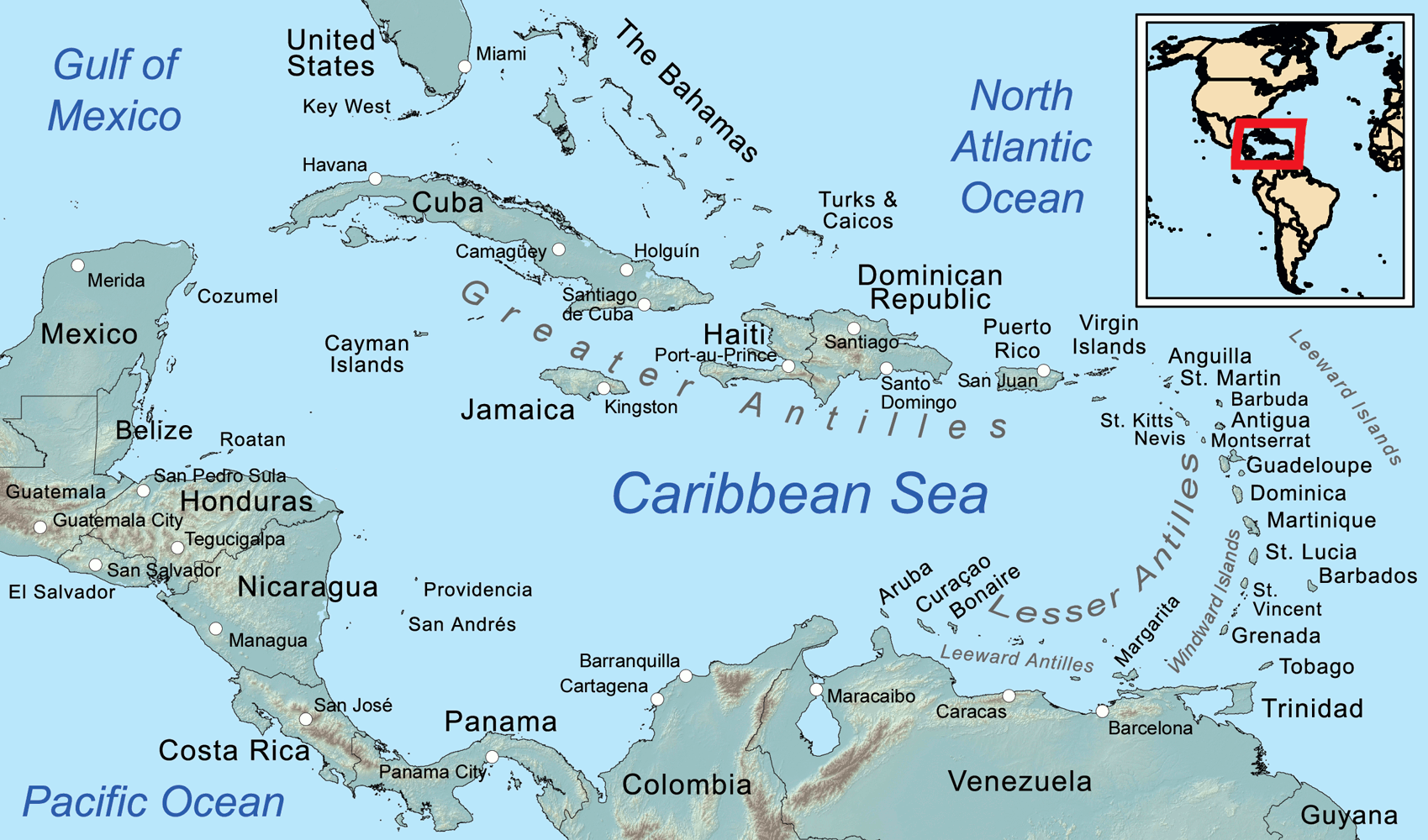
Espace caraïbe.

L’histoire de Cuba n'est connue de façon précise qu'à partir du début de la colonisation espagnole. La préhistoire de l'île de Cuba s'étend de 3000 av. J.-C., avec l'arrivée des premiers aborigènes d'Amérique du Sud, jusqu'à l'arrivée de l'explorateur Christophe Colomb le 27 octobre 1492. L'histoire écrite commence avec la colonisation espagnole qui a donné naissance à la capitainerie générale de Cuba. Avant cela on parle de l'ère précolombienne.
L'île de Cuba, la plus grande des îles des Caraïbes, était habitée par plusieurs cultures amérindiennes, peuplée par les Taïnos et Ciboneys. L'île sera revendiquée au nom de l'Espagne, et elle sera alors intègre par la suite l'Empire espagnol, sous l'égide du gouverneur de La Havane. Les administrateurs à Cuba étaient soumis au vice-roi de la Nouvelle-Espagne et aux autorités locales d'Hispaniola. En 1762-63, La Havane fut brièvement occupée par la Grande-Bretagne, avant d'être restituée à l'Espagne en échange de la Floride lors de la guerre de Sept Ans.
Une série de rébellions entre 1868 et 1898, dirigées par le général Máximo Gómez, n'a pas réussi à mettre fin à la domination espagnole et a coûté la vie à 49 000 guérilleros cubains et 126 000 soldats espagnols. La guerre hispano-américaine a entraîné le retrait de l'Espagne de l'île en 1898 et, après trois ans et demi de régime militaire des États-Unis, Cuba a obtenu son indépendance formelle en 1902,.
Dans les années qui ont suivi son indépendance, la république cubaine a connu un développement économique important, mais aussi une corruption politique et une succession de dirigeants despotiques, culminant avec le renversement du dictateur Fulgencio Batista par le mouvement du 26 Juillet, dirigé par Fidel Castro, pendant la révolution 1953-1959. Le nouveau gouvernement s’est aligné sur l’Union soviétique et a embrassé le communisme. Cuba était officiellement athée de 1962 à 1992. Au début des années 1960, le régime de Castro a résisté à l’invasion, a été confronté à la crise des missiles nucléaires et a connu une guerre civile qui comprenait le soutien dominicain aux opposants au régime. Après l'Invasion de la Tchécoslovaquie par le pacte de Varsovie (1968), Fidel Castro a publiquement déclaré son soutien. Son discours a marqué le début de l'absorption complète de Cuba dans le bloc de l'Est. Pendant la guerre froide, Cuba a également soutenu la politique soviétique en Afghanistan, en Pologne, en Angola, en Éthiopie, au Nicaragua et au Salvador. L'économie cubaine était principalement soutenue par les subventions soviétiques.
Avec la dissolution de l’URSS en 1991, Cuba a été plongée dans une grave crise économique connue sous le nom de période spéciale, qui a pris fin en 2000, lorsque le Venezuela a commencé à approvisionner Cuba en pétrole subventionné,. Le pays est politiquement et économiquement isolé par les États-Unis depuis la révolution, mais a progressivement accès au commerce extérieur et aux voyages internationaux à mesure que progressent les efforts de normalisation des relations diplomatiques,. Les réformes économiques intérieures commencent également à résoudre les problèmes économiques apparus au lendemain de la période spéciale (c'est-à-dire l'introduction du système de double monnaie).
Fidel Castro demeure au pouvoir jusqu'en 2006, date à laquelle, malade, il cède le poste de chef de l'État à son frère Raúl Castro. Le 19 avril 2021, Raúl Castro quitte ses fonctions de premier secrétaire du parti communiste à l'issue du 8e congrès du Parti communiste de Cuba, ce qui met fin à 62 ans de pouvoir castriste.

## Période précolombienne

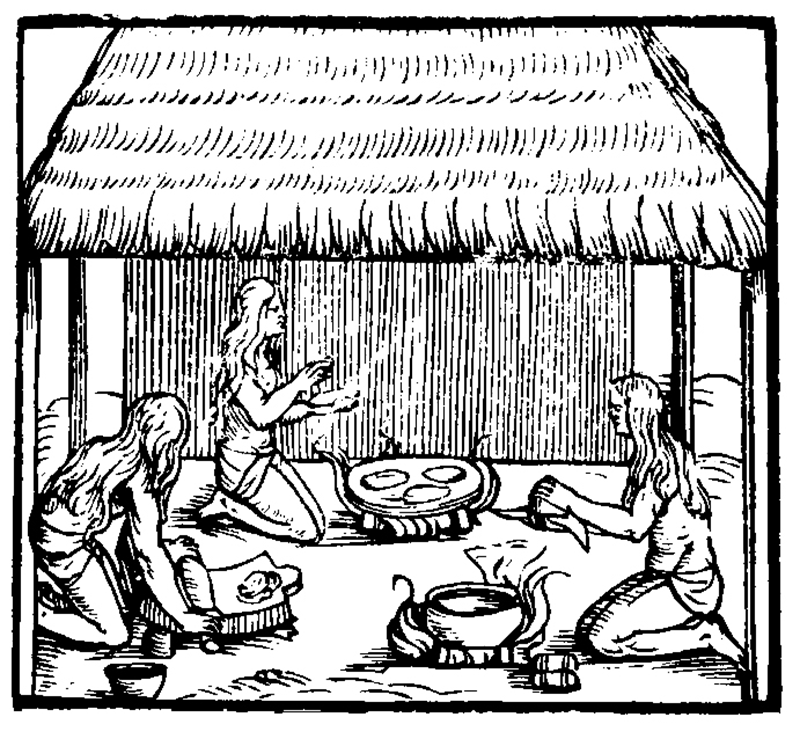
Femmes Taïno préparant des cassaves dans une gravure de 1565.

Les premiers habitants humains connus de Cuba ont habité l'île au IVe millénaire av. J.-C.. Le plus ancien site archéologique cubain connu, Levisa, date d'environ 3100 av. J.C.. Une répartition plus large des sites date d'après 2000 av. J.-C., notamment représentée par les cultures Cayo Redondo et Guayabo Blanco de l'ouest de Cuba. Ces cultures néolithiques utilisaient des outils et des ornements en pierre et en coquillages, notamment les gladiolithes en forme de poignard. Les cultures de Cayo Redondo et Guayabo Blanco vivaient un mode de vie de subsistance basé sur la pêche, la chasse et la cueillette de plantes sauvages.
Les Guanajatabeys, qui habitaient Cuba depuis des siècles, ont été chassés vers l'extrême ouest de l'île par l'arrivée de vagues ultérieures de migrants, dont les Taïnos et les Ciboneys. Ces peuples ont migré vers le nord le long de la chaîne des îles des Caraïbes. Les Taïnos et les Ciboneys faisaient partie d'un groupe culturel communément appelé les Arawaks, qui habitaient certaines parties du nord-est de l'Amérique du Sud avant l'arrivée des Européens. Ils se sont d'abord installés à l'extrême est de Cuba, avant de s'étendre vers l'ouest à travers l'île. Les Amérindiens des Antilles appartiennent à différentes tribus, mais les Taïnos — groupe appartenant au groupe Arawaks — et les Kalinago (Caraïbes / Karibs) composent l'essentiel de la population. Le pasteur et écrivain dominicain espagnol Bartolomé de las Casas a estimé que la population taïno de Cuba atteignait 350 000 habitants à la fin du XVe siècle. Les Taïno cultivaient la racine de manioc, la récoltaient et la rôtissaient pour produire du tapioca. Ils cultivaient également du coton et du tabac et mangeaient du maïs et des patates douces.

### Migrations précolombiennes

Répartition amérindienne aux caraïbes.

La présence humaine à Cuba remonte à environ 8 000 à 10 000 ans, soit plusieurs milliers d'années plus tard que dans d'autres régions d'Amérique, et les premiers colons sont arrivés du continent sur l'île après des voyages maritimes risqués. L'île compte 3 200 sites archéologiques indigènes et les anthropologues de l'Université de La Havane ont initialement estimé que les peuples indigènes les plus anciens de Cuba et des Grandes Antilles vivaient il y a environ 7 000 ans dans la région de Canímar Abajo, tout près de la célèbre station balnéaire de Varadero, à 140 km de à l'est de La Havane. Ce site archéologique, qui compte plus de 100 vestiges indigènes, a été découvert par hasard à l'intérieur d'un camp en 1984, lorsque certains employés fouillaient pour enterrer les déchets. Selon les archives archéologiques, Cuba aurait été peuplée par plusieurs migrations en provenance d'Amérique du Nord et d'Amérique du Sud, en distinguant les mouvements de population suivants :
- Première migration : 6 000 av. J.-C.. Du golfe du Mexique et de l'Amérique du Nord. Les chasseurs paléolithiques du Mississippi, de Floride et des Bahamas auraient migré à la recherche de paresseux géants (Megalocnus rodens), de lamantins, d'almiquis, de jutia et d'autres animaux.
- Deuxième migration : 2 500 av. J.-C.. Provenant d'Amérique centrale et d'Amérique du Sud, notamment des zones correspondant aux territoires actuels du Mexique, du Honduras et du Venezuela. Ces peuples se sont installés sur la côte sud de Cuba (Ciénaga de Zapata, Isla de Pinos et Guanahacabibes) comme pêcheurs sur plateforme et collecteurs côtiers. Ils ont utilisé des couteaux, des percuteurs, des mortiers et d'autres appareils. Ils avaient peut-être une organisation matrilinéaire et enterraient leurs morts.

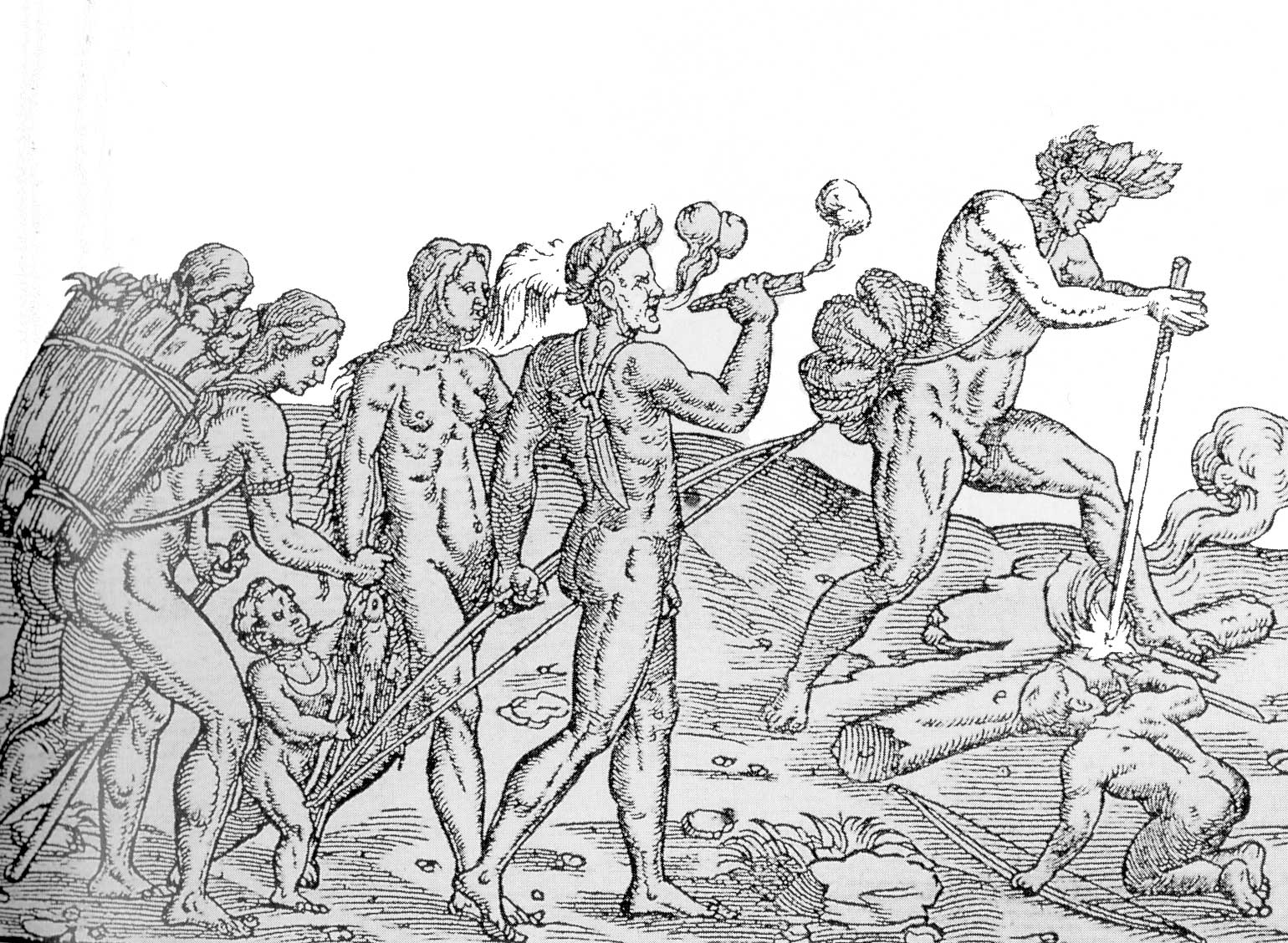
Peuple indigène de Cuba, l’un d’eux fumant un cigare, dans une gravure de 1558.

- Troisième migration : 500 av. J.-C.. De Floride et de la vallée du Mississippi. Ce peuple s'est installé à Matanzas et s'est répandu le long de la côte nord.
- Quatrième migration : VIe siècle. Première migration Taïno des Antilles. Ces peuples se sont installés principalement dans la partie orientale de Cuba, à proximité de l'actuelle Banes. Ils introduisirent le maïs, le manioc, le tabac et de nombreux ustensiles en céramique. Ils pratiquaient des rituels et avaient une organisation sociale.
- Cinquième migration : Première moitié du ?. Ces personnes ont emprunté la même route migratoire que celle utilisée par leurs prédécesseurs et se sont installées à Mayarí. Selon le religieux dominicain Bartolomeu de las Casas, il s'agissait de Caraïbes, originaires des côtes du Venezuela, et plus avancées. Ils cultivaient du maïs et du manioc et produisaient des objets en céramique. Ils furent précédés par les Ciboneys (Arawaks) et les plus anciens colons de l'île, les Guanajatabeis.

## La conquête espagnole

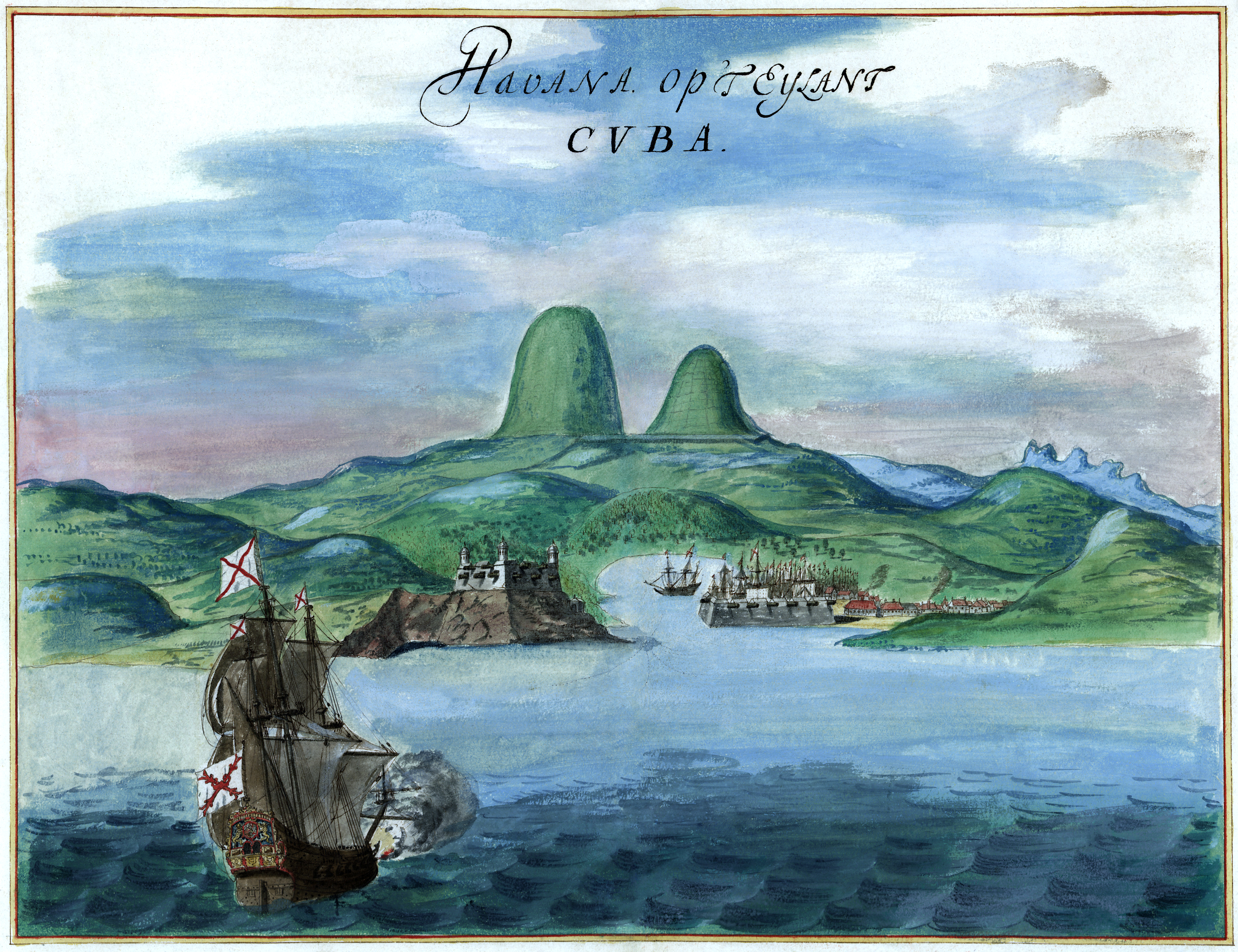
Une aquarelle de la baie de La Havane, v. 1639.

Le navigateur Christophe Colomb, lors de son premier voyage en Amérique parrainé par l'Espagne en 1492, a navigué vers le sud depuis ce qui est aujourd'hui les Bahamas pour explorer la côte nord-est de Cuba et la côte nord d'Hispaniola. Colomb, qui cherchait une route vers les Indes, croyait que l'île était une péninsule du continent asiatique,. Colomb arriva à Cuba le 27 octobre 1492 et débarqua le 28 octobre 1492 à Puerto de Nipe,.

Au cours d'un deuxième voyage en 1494, Colomb longea la côte sud et débarqua dans plusieurs criques, dont ce qui allait devenir la baie de Guantánamo. Avec la bulle papale de 1493, le pape Alexandre VI ordonna à l'Espagne de conquérir et de convertir les païens du Nouveau Monde au catholicisme. Il la baptise « Juana » en l'honneur de la fille des rois catholiques d'Espagne, Jeanne dite la folle (1479-1555, Jeanne Ire d'Espagne). Son nom actuel viendrait de Cuba, ville de la province de l'Alentejo au Portugal. Les Espagnols ont commencé à créer des colonies permanentes sur l'île d'Hispaniola, à l'est de Cuba, peu après l'arrivée de Colomb dans les Caraïbes, mais la côte de Cuba n'a été entièrement cartographiée par les Européens qu'en 1508, par Sebastián de Ocampo. En 1508, Juan de la Cosa effectue les relevés cartographiques de l'île, tandis que Sebastián de Ocampo est le premier Européen à en faire le tour complet confirmant que Cuba est bien une île.

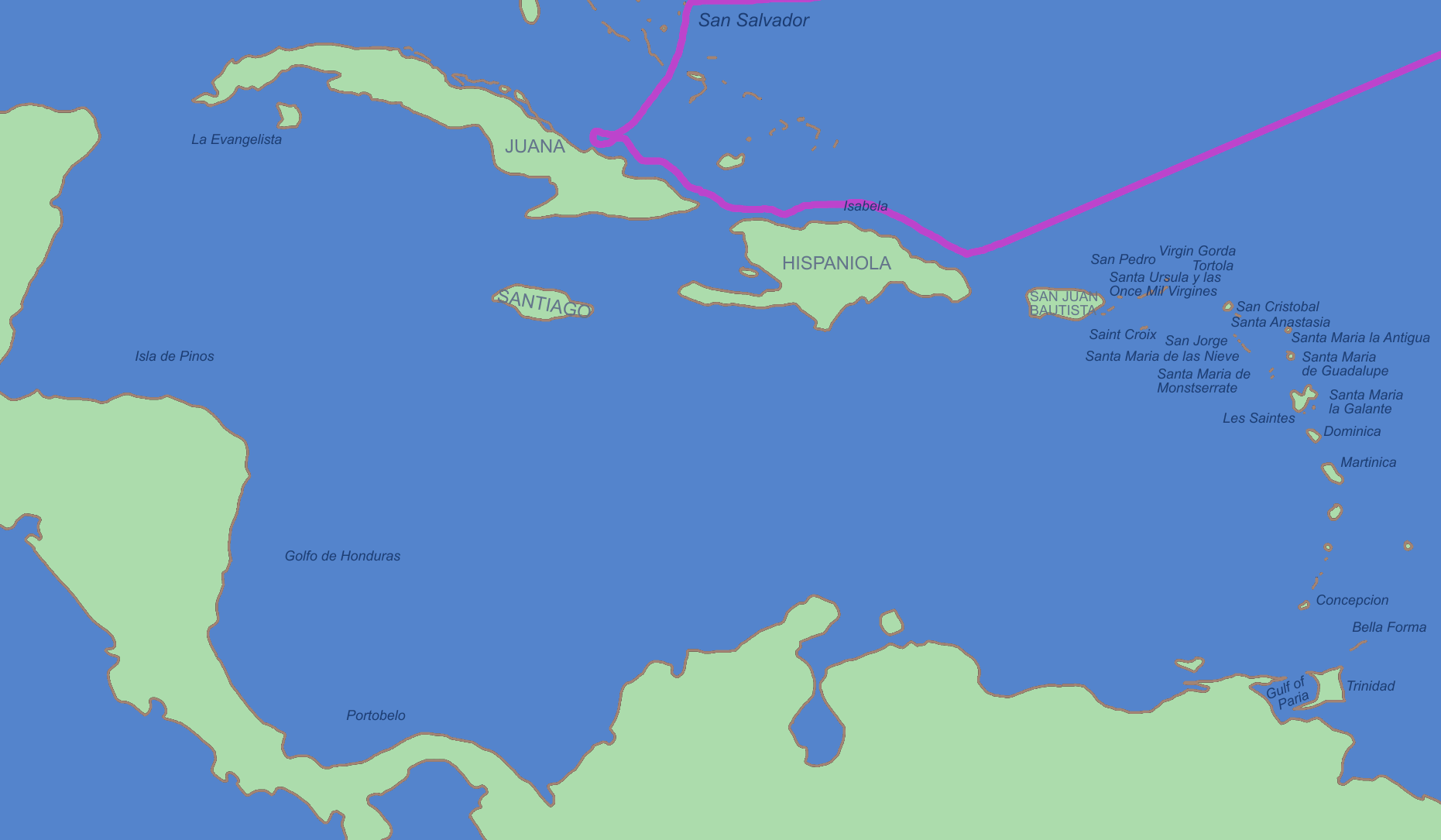
Premier voyage de Christophe Colomb.

En 1511, Diego Velázquez de Cuéllar partit d'Hispaniola pour former la première colonie espagnole à Cuba, avec l'ordre de l'Espagne de conquérir l'île. La colonie se trouvait à Baracoa, la première ville de l'île en 1512, mais les nouveaux colons se sont heurtés à une forte résistance de la part de la population locale Taïno. Les Taïnos ont été initialement organisés par le cacique Hatuey, qui a quitté Hispaniola pour échapper à la domination espagnole. Après une longue campagne de guérilla, Hatuey et les chefs successifs furent capturés et brûlés vifs, et en trois ans les Espagnols prirent le contrôle de l'île. En 1514, une colonie fut fondée sur la côte sud, dans ce qui allait devenir La Havane. La ville actuelle a été fondée en 1519. Cuba devient rapidement une tête de pont pour la conquête du reste des Amériques. La première cathédrale est installée en 1518 à Baracoa ; elle est transférée à Santiago de Cuba quatre ans plus tard. Plus tard, en 1788, Cuba est partagée entre deux évêchés, celui de Santiago et celui de La Havane.

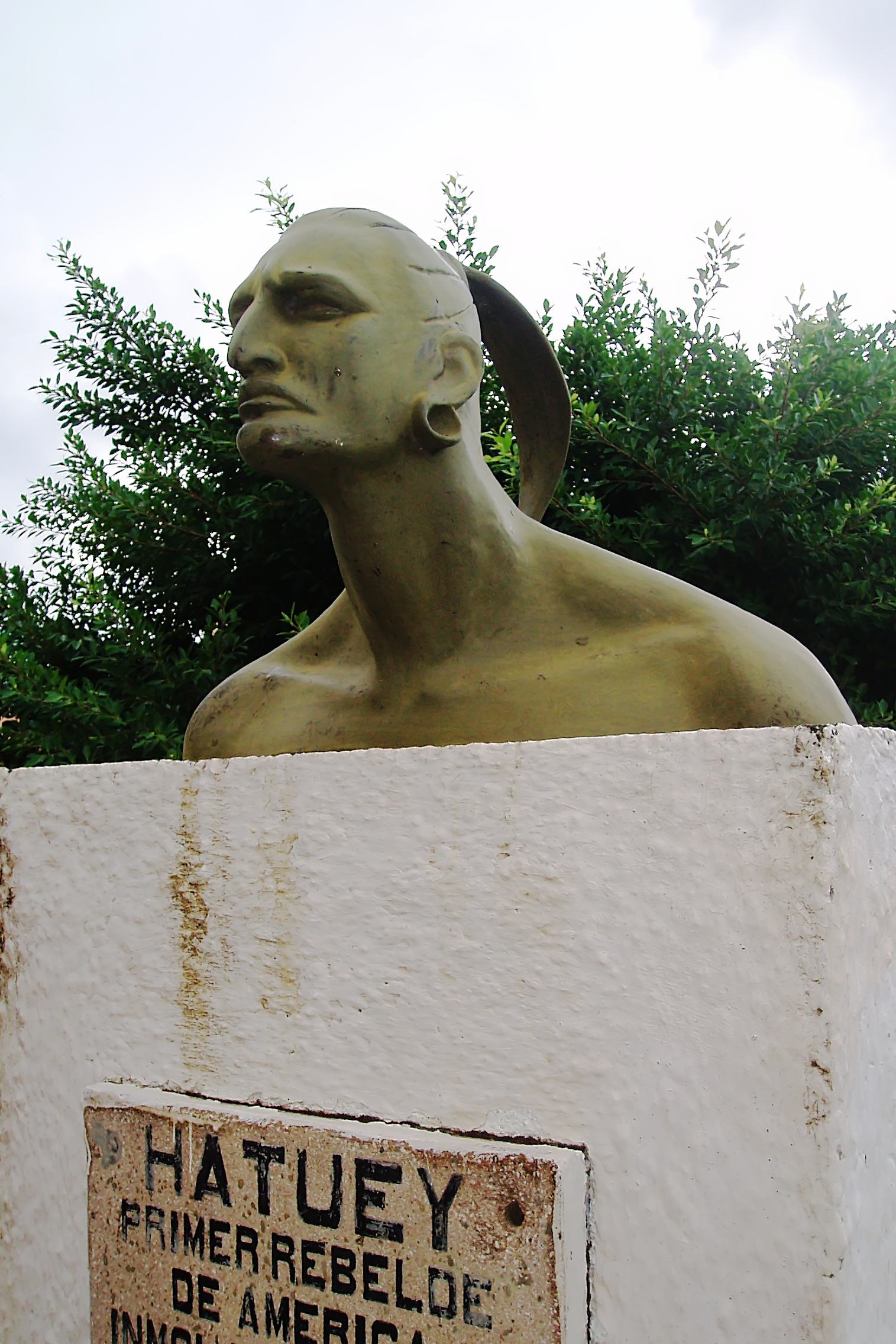
Un monument au cacique Taïno Hatuey à Baracoa, Cuba.

Le clerc Bartolomé de las Casas a observé une série de massacres initiés par les envahisseurs, notamment le massacre près de Camagüey des habitants de Caonao. Selon son récit, quelque trois mille villageois se sont rendus à Manzanillo pour saluer les Espagnols avec de la nourriture et ont été « massacrés sans provocation ». Les groupes autochtones survivants ont fui vers les montagnes ou les petites îles voisines avant d'être capturés et forcés de s'installer dans des réserves. L'une de ces réserves était Guanabacoa, aujourd'hui une banlieue de La Havane.
En 1513, Ferdinand II d'Aragon a publié un décret établissant le système de colonisation foncière encomienda qui serait incorporé dans toute l'Amérique espagnole. Velázquez, devenu gouverneur de Cuba, fut chargé de distribuer les terres et les populations indigènes aux groupes de la nouvelle colonie. Le projet ne fut cependant pas un succès, car les indigènes succombèrent à des maladies venues d'Espagne, comme la rougeole et la variole, ou refusèrent tout simplement de travailler, préférant s'installer dans les montagnes. Désespérés de trouver de la main d'œuvre pour de nouvelles colonies agricoles, les conquérants cherchèrent des esclaves sur les îles voisines et sur les environs du continent. Le lieutenant de Velázquez, Hernán Cortés, lança la conquête espagnole de l'empire aztèque depuis Cuba, naviguant de Santiago jusqu'à la péninsule du Yucatán. Cependant, ces Indiens nouvellement arrivés se sont également dispersés dans l’arrière-pays ou sont morts de maladie.
Malgré les relations difficiles entre les autochtones et les Européens nouvellement arrivés, une certaine coopération était évidente. Les Espagnols ont appris des indigènes à cultiver le tabac et à le consommer sous forme de cigare. Il existait également de nombreuses unions entre colons espagnols, principalement des hommes, et des femmes indigènes. Des études modernes ont révélé des traces d'ADN qui confèrent des caractéristiques physiques similaires à celles des tribus amazoniennes chez des individus à travers Cuba, bien que la population indigène ait été en grande partie détruite en tant que culture et civilisation après 1550. Selon les nouvelles lois espagnoles de 1552, les indigènes cubains ont été libérés de l'encomienda et sept villes ont été créées pour les peuples indigènes. Il existe des familles descendantes d'indigènes cubains (Taïno) dans plusieurs endroits, principalement dans l'est de Cuba. La population indigène locale a également laissé sa marque sur la langue, avec environ 400 termes et toponymes taïno survivant jusqu'à nos jours. Par exemple, Cuba et La Havane sont dérivés du Taïno classique, et des mots indigènes tels que tabac, ouragan et canoë ont été transférés en anglais.

## Période coloniale

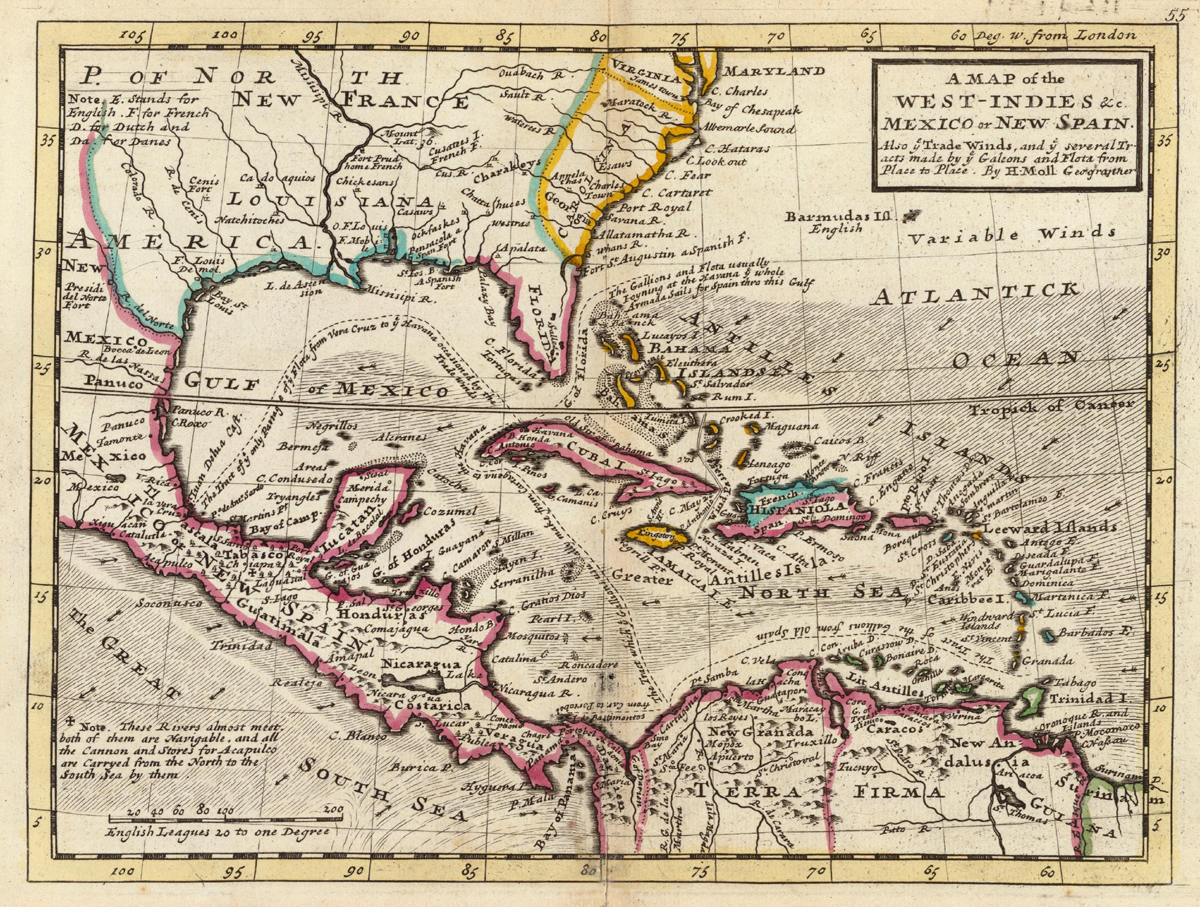
Carte des Caraïbes, Mexique (Nouvelle-Espagne) avec Cuba au centre, par Herman Moll, 1736.

Les Espagnols ont fait du sucre et du tabac les principaux produits de Cuba, et l'île a rapidement supplanté Hispaniola en tant que principale base espagnole dans les Caraïbes. Des esclaves africains étaient importés pour travailler dans les plantations comme main-d'œuvre des champs. Une classe de grands propriétaires terriens se forme peu à peu. Au XVIIIe siècle, la population amérindienne de Cuba s'est réduite à quelques milliers de personnes. Cependant, les lois commerciales espagnoles restrictives ont rendu difficile aux Cubains de suivre les progrès des XVIIe et XVIIIe siècles dans la transformation de la canne à sucre, jusqu'à ce que la révolution haïtienne voit les planteurs français fuir vers Cuba. L'Espagne a également restreint l'accès de Cuba au commerce des esclaves, en émettant des avis (asientos de negroes) aux commerçants étrangers pour qu'ils le fassent au nom de l'Espagne, et a ordonné des réglementations sur le commerce avec Cuba. La stagnation de la croissance économique qui en a résulté a été particulièrement prononcée à Cuba en raison de sa grande importance stratégique dans les Caraïbes et, par conséquent, de la domination que l'Espagne y a maintenue.

### Piraterie

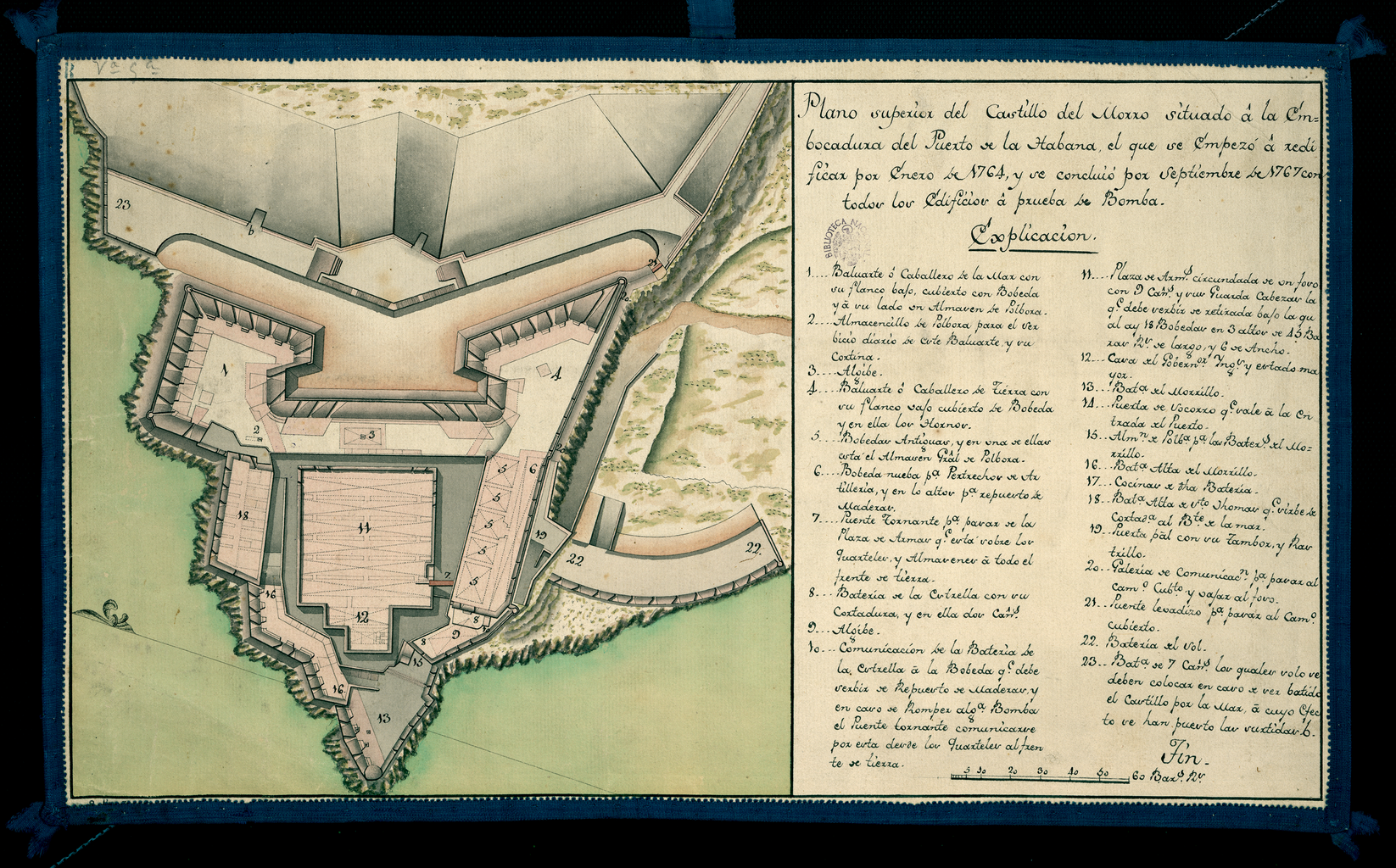
Carte manuscrite du XVIIIe siècle montrant le plan du fort El Morro, situé à l'entrée de la baie de La Havane.

Cuba coloniale était une cible fréquente des boucaniers, pirates et corsaires français. En réponse aux attaques répétées, les défenses furent renforcées dans toute l'île au cours du XVIe siècle. À La Havane, le fort El Morro est construit pour dissuader les envahisseurs potentiels. L'incapacité de La Havane à résister aux envahisseurs a été dramatiquement révélée en 1628, lorsqu'une flotte hollandaise dirigée par Piet Heyn a pillé les navires espagnols dans le port de la ville. En 1662, le pirate anglais Christopher Myngs captura et occupa brièvement Santiago de Cuba, dans la partie orientale de l'île.

### Échanges de souveraineté

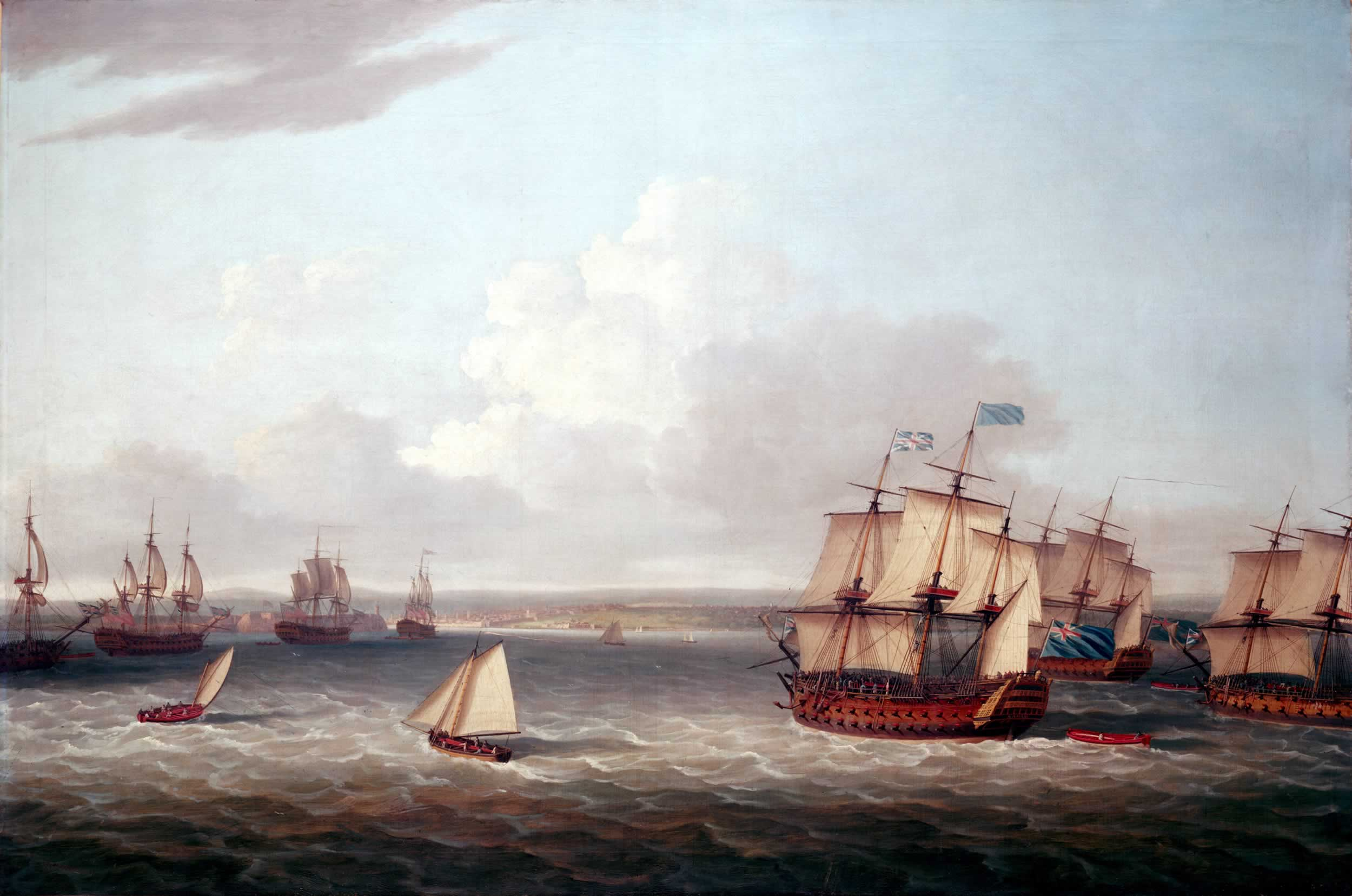
La flotte britannique entrant à La Havane, le 21 août 1762, tableau de 1775 de Dominic Serres.

Près d'un siècle plus tard, la Royal Navy britannique lança une autre invasion, capturant la baie de Guantánamo en 1741 pendant la guerre de l'oreille de Jenkins. L'amiral Edward Vernon a vu ses 4 000 soldats d'occupation capituler face aux attaques des troupes espagnoles et, plus grave encore, à une épidémie, le forçant à retirer sa flotte vers la Jamaïque britannique. Lors de la guerre de Succession d'Autriche, les Britanniques menèrent des attaques infructueuses contre Santiago de Cuba en 1741 et de nouveau en 1748. De plus, une escarmouche entre les escadres navales britanniques et espagnoles eut lieu près de La Havane en 1748.

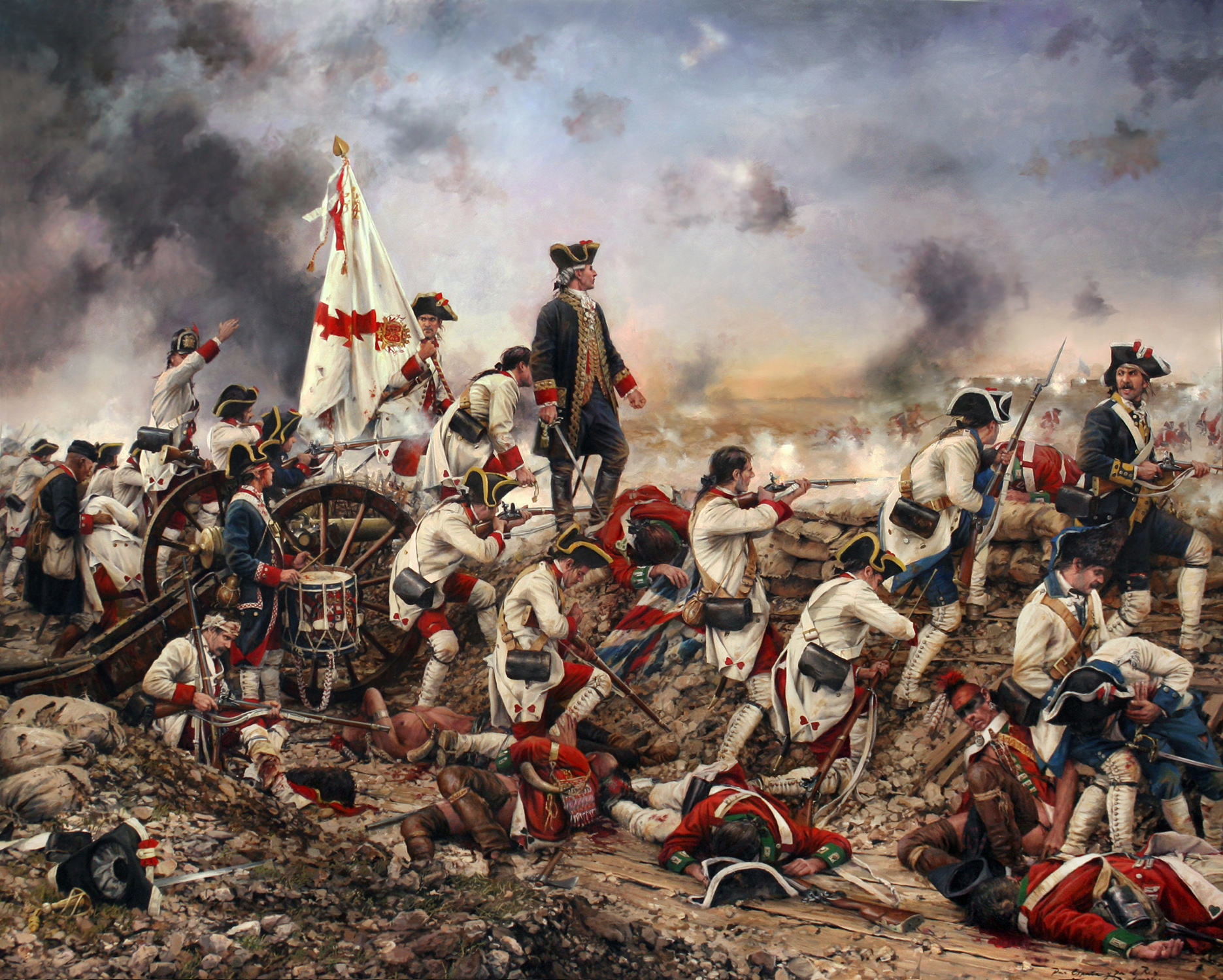
Pour l'Espagne et pour le roi, Gálvez en Amérique, peinture de 2015 d'Augusto Ferrer-Dalmau. Le général Bernardo de Gálvez est représenté lors de la bataille de Pensacola.

La guerre de Sept Ans, qui éclata en 1754 sur trois continents, atteint finalement les Caraïbes espagnoles. En 1762, une expédition britannique composée de cinq navires de guerre et de 4 000 soldats partit de Portsmouth pour capturer Cuba. Les Britanniques sont arrivés le 6 juin et, en août, ils avaient assiégé La Havane. Lorsque La Havane capitula, l'amiral britannique George Keppel entra dans la ville en tant que nouveau gouverneur colonial et prit le contrôle de toute la partie occidentale de l'île. L'arrivée des Britanniques a immédiatement ouvert le commerce avec leurs colonies d'Amérique du Nord et des Caraïbes, provoquant une transformation rapide de la société cubaine.
Bien que La Havane, devenue la troisième plus grande ville des Amériques, soit entrée dans une ère de développement soutenu et de liens plus étroits avec l'Amérique du Nord au cours de cette période, l'occupation britannique fut de courte durée. La pression des marchands de sucre londoniens, craignant une baisse des prix du sucre, contraint les négociations avec les Espagnols sur les territoires coloniaux. Moins d'un an après la prise de La Havane, la Paix de Paris fut signée par les trois puissances en conflit, mettant ainsi fin à la guerre de Sept Ans. Le traité donnait à la Grande-Bretagne la Floride en échange de Cuba. En 1781, le général Bernardo de Gálvez, gouverneur espagnol de la Louisiane, reconquit la Floride pour le compte de l'Espagne avec les troupes mexicaines, portoricaines, dominicaines et cubaines dans le cadre de la guerre d'indépendance des États-Unis.

## Réformisme, annexion et indépendance
Au début du XIXe siècle, trois courants politiques majeurs se dessinent à Cuba : le réformisme, l'annexion et l'indépendance. Des actions spontanées et isolées ont ajouté un courant abolitionniste. La Déclaration d'indépendance des Treize Colonies de 1776 et les succès de la Révolution française de 1789 ont influencé les premiers mouvements de libération cubains, tout comme la révolution haïtienne, la révolte réussie des esclaves noirs en Haïti en 1791. L'un des premiers mouvements de ce type à Cuba, dirigé par le noir libre Nicolás Morales, visait à réaliser l'égalité entre « mulâtres et blancs » et à l'abolition des taxes de vente et autres charges fiscales. Le complot de Morales fut découvert en 1795 à Bayamo et les conspirateurs furent arrêtés.

### Prospérité économique

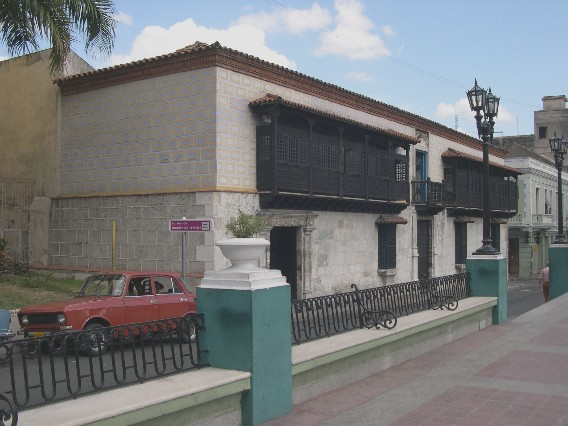
Maison de Diego Velázquez de Cuéllar à Santiago de Cuba.

Au XIXe siècle, Cuba est devenue le plus important producteur de sucre au monde, grâce à l'expansion de l'esclavage et à l'attention constante portée à l'amélioration de la technologie sucrière. L’utilisation de techniques modernes de raffinage était particulièrement importante car la Loi britannique sur la traite des esclaves de 1807 abolissait la traite des esclaves dans l’Empire britannique. Le gouvernement britannique a alors commencé à tenter d’éliminer la traite transatlantique des esclaves. Sous la pression diplomatique britannique, l’Espagne accepta en 1817 d’abolir la traite transatlantique des esclaves à partir de 1820 en échange d’un paiement de Londres. Les Cubains se sont empressés d’importer davantage d’esclaves pendant le temps qu’il leur restait légalement. Plus de 100 000 nouveaux esclaves furent importés d’Afrique entre 1816 et 1820. Malgré les nouvelles restrictions, un commerce illégal d’esclaves à grande échelle a continué à prospérer au cours des années suivantes. De nombreux Cubains étaient partagés entre leur désir de profits générés par le sucre et leur répugnance pour l’esclavage. En 1820, l'Espagne a aboli la traite des esclaves, nuisant encore davantage à l'économie cubaine et obligeant les propriétaires à acheter des esclaves plus chers, illégaux et « problématiques » ; comme l'a démontré la rébellion des esclaves sur le navire espagnol La Amistad en 1839 et le procès qui a suivi en 1841. Cuba a officiellement cessé de participer à la traite négrière en 1867, mais l'institution de l'esclavage n'a été abolie sur l'île qu'en 1886.

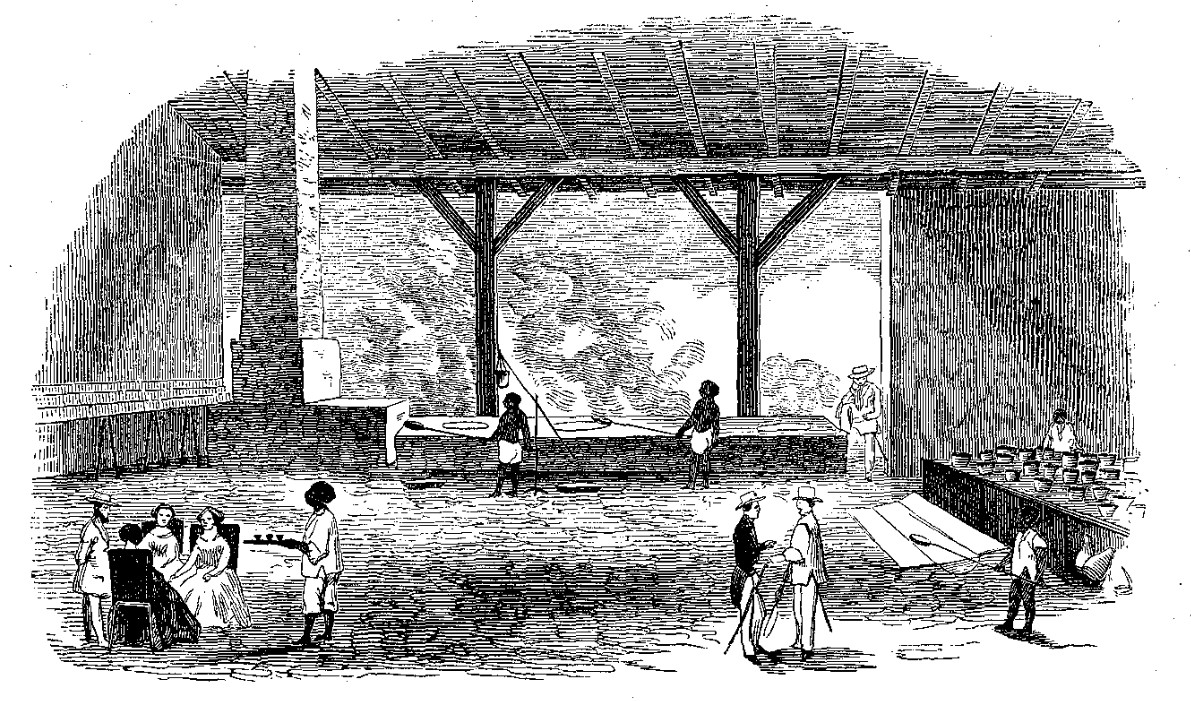
Esclaves travaillant dans une sucrerie à Cuba en 1853.

Lorsque l’Espagne a ouvert ses ports commerciaux cubains, l’île est rapidement devenue un endroit populaire. Les Cubains ont commencé à utiliser des moulins à eau, des fours fermés et des machines à vapeur pour produire du sucre de meilleure qualité à un rythme beaucoup plus efficace. L'essor de l'industrie sucrière cubaine au XIXe siècle a obligé le pays à améliorer ses infrastructures de transport. De nombreuses nouvelles routes ont été construites et les anciennes routes ont été rapidement réparées. Les chemins de fer ont été construits relativement tôt, facilitant la collecte et le transport de la canne à sucre périssable. En 1860, Cuba se consacrait à la culture du sucre et devait importer tous les autres biens nécessaires. Cuba était particulièrement dépendante des États-Unis, qui achetaient 82 % de son sucre.

#### Les fermes du tabac puis l'occupation anglaise

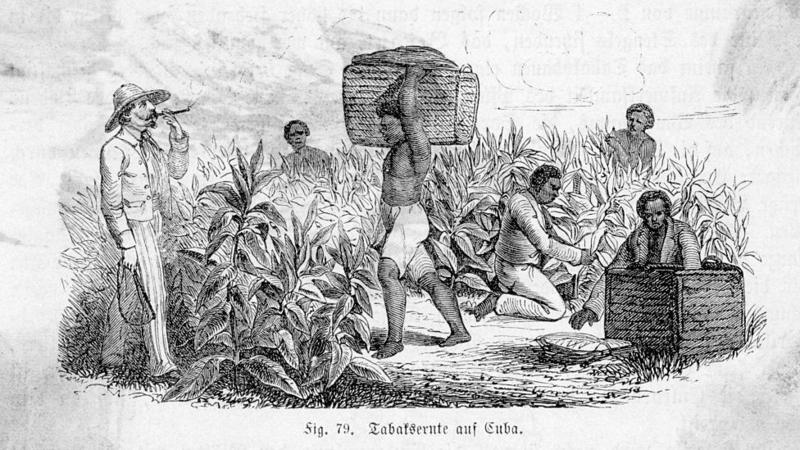
Récolte du tabac par les esclaves dans une plantation à Cuba, illustration de 1867.

En 1716, Cuba a établi un monopole sur la production et la commercialisation de tabac, bien qu'il y ait beaucoup de résistance de la part des producteurs à petite échelle, qui ont réussi à conserver le contrôle sur les nombreuses fermes de tabac partout dans la colonie. En 1740, dans un effort pour restreindre la contrebande avec les marchands hollandais, anglais, et français, la couronne espagnole a créé une entreprise à monopole pour contrôler l'importation et le commerce d'exportation de l'île, ce qui a eu du succès du point de vue espagnol, mais engendré beaucoup de ressentiment et animosité parmi des élites cubaines.
En 1762, les Anglais ont occupé Cuba pendant dix mois, ce qui a déclenché une ouverture commerciale jugée énorme. Les surfaces cultivées en sucre sont passées de 10 000 à 150 000 acres, une multiplication par trois, dans les trois décennies qui suivent et la main d’œuvre gratuite de l'île a doublé, passant de 44 000 à 85 000 esclaves, même si leur nombre ne représente alors qu'un cinquième de ce qu'il sera en 1862. C'est surtout sur les deux premières décennies du siècle suivant qu'il augmente.
| Année                                | 1762 | 1790 | 1827 | 1846 | 1862 |
| ------------------------------------ | ---- | ---- | ---- | ---- | ---- |
| Population esclave à Cuba (milliers) | 44   | 85   | 287  | 324  | 370  |

Entre 1790 et 1867, Cuba importera au total 780 000 esclaves. Au cours du XIXe siècle, 55 % des esclaves déportés vers les deux Amériques sont allés au Brésil et 30 % à Cuba.

#### L'arrivée des planteurs français et l'importation massive d'esclaves

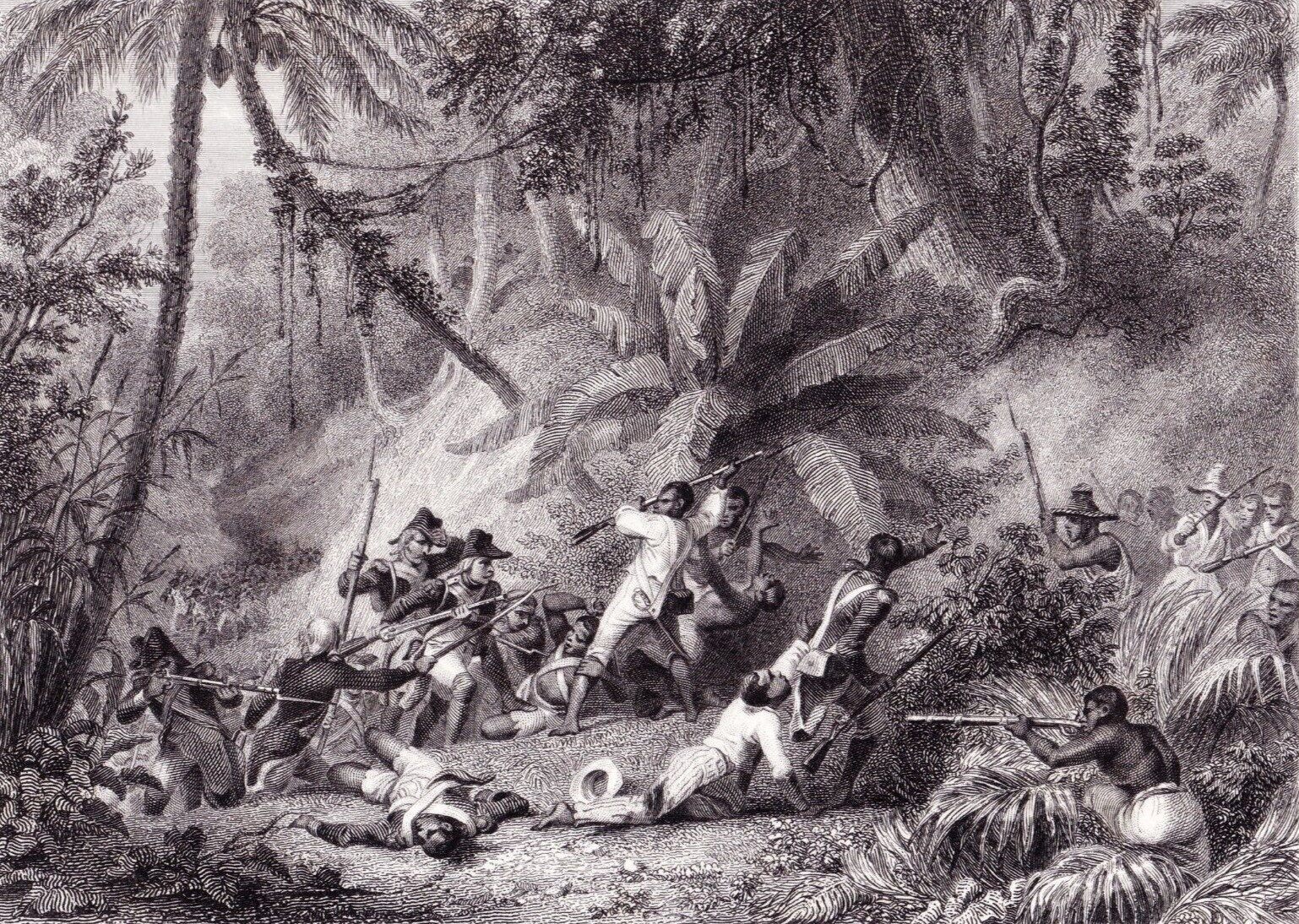
Bataille de la Ravine-à-Couleuvres le 23 février 1802, durant la révolution haïtienne.

Lors de la révolution haïtienne, les planteurs français, qui avaient réussi dans les trois décennies précédentes une spectaculaire expansion caféière, fuient à Cuba avec leurs esclaves. Ils apportent capitaux, savoir-faire et productivité. Les quelques grands planteurs cubains comme Francisco Arrango y Parreño les invitent à venir exercer leurs talents à Cuba et font pression sur le roi d'Espagne pour que l'île autorise l'importation d'esclaves.
Une partie de ces réfugiés français de Saint-Domingue à Cuba, arrivés principalement après l'armistice du 30 mars 1798 à Saint-Domingue, deviennent lors de la quasi-guerre des pirates français à Cuba, menant des raids contre le trafic commercial généré par la convention commerciale tripartite de 1799 entre Toussaint Louverture, les États-Unis et l'Angleterre. Cette piraterie des années 1800 dans la Caraïbe dope le port de Santiago de Cuba entre 1797 et 1801:
| Année   | 1797 | 1798 | 1799 | 1800 | 1801  |
| ------- | ---- | ---- | ---- | ---- | ----- |
| Tonnage | 32,5 | 46,1 | 76,5 | 84   | 116,6 |

L’invasion de l’Espagne par Bonaparte déclenche ensuite les émeutes anti-françaises de mars 1809. Une partie des réfugiés français de Saint-Domingue à Cuba deviennent des réfugiés français de Saint-Domingue en Amérique, mais les capitaux accumulés dans la piraterie sont aussi réinvestis dans le café. Toute l'île en bénéficie : en 1827, La Havane représente 70 % des exportations du café cubain, cultivé souvent dans les mêmes zones que le sucre,. Cuba voit au cours des trente premières années du XIXe siècle une révolution caféière : la récolte est multipliée par quarante et dépasse 50 millions de livres en 1835. La population de l'île quadruple, essentiellement par l'importation de main d'œuvre africaine pour les nouvelles plantations de café.
Entre 1790 et 1820, près de 325 000 esclaves arrivent à Cuba, dont 100 000 pour la seule période 1817-1820, soit quatre fois et demie plus que sur les trois décennies précédent 1792,. Au total, de 1792 à 1860, les planteurs introduisent à Cuba plus de 720 000 esclaves, soit plus qu'au cours des deux siècles précédents. Lors de la révolte des esclaves menée en 1810 par José Antonio Aponte, le nombre d'esclaves a déjà fortement augmenté. La population cubaine totale passe de 273 000 habitants en 1791 à plus d’un million en 1840. À partir des années 1820, le rythme d'importation des esclaves se ralentit à 8 000 par an, car les prix du café commencent à baisser sur le marché mondial, même si la production cubaine continue à augmenter fortement, les transferts vers le sucre commençant à la fin des années 1830.
| Quinquennats                                | 1804-1805 | 1806-1810 | 1811-1815 | 1816-1820 | 1821-1825 | 1826-1830 | 1831-1835 | 1836-1840 | 1841-1845 | 1846-1850 | 1851-1855 | 1856-1859 |
| Millions de livres de café produites à Cuba | 1,5       | 4,8       | 11,5      | 16        | 21,7      | 40        | 50,1      | 47        | 42,2      | 19,2      | 13,7      | 5,1       |

### Après le cycle du café, celui du sucre

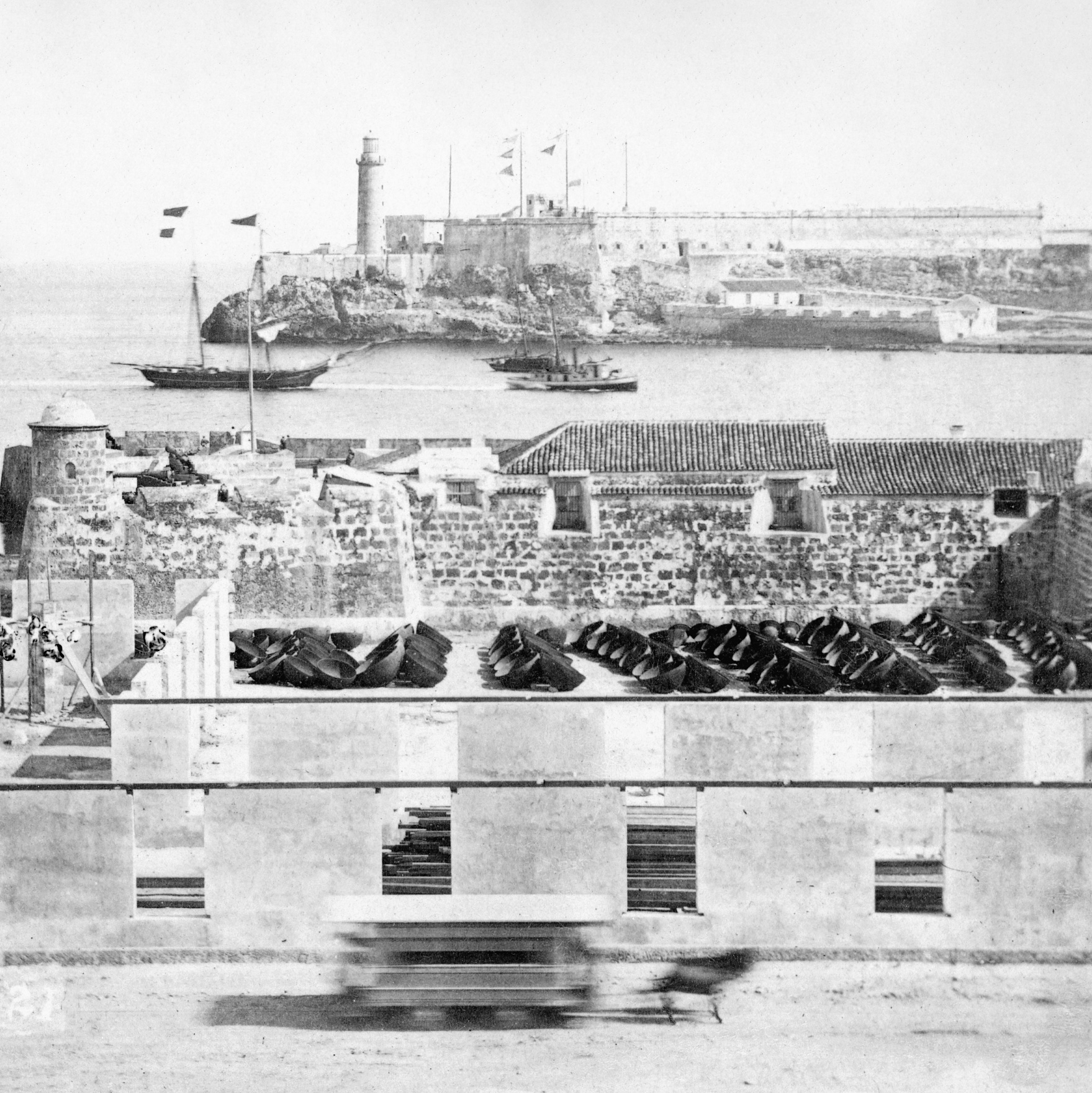
Le port de La Havane avec le château de la Pointe au premier plan et le fort de Morro en arrière-plan, 1860.

Cuba est leader mondial de la canne à sucre dès les années 1820, lors de l'arrivée du Brésil sur le marché mondial du café, à l'aide de l'importation de 43 000 esclaves par an et la relance de la production haïtienne de café, soutenue par les Anglais puis les Français, deux événements qui génèrent un cycle de baisse des prix du café, divisés par quatre en vingt ans. Les planteurs cubains sont incités à privilégier la production sucrière à partir des années 1840, même s'ils ont bénéficié de la forte croissance économique mondiale des années 1830. L'écart de rentabilité avec la culture sucrière a été accru par la construction en 1837 d'un réseau ferré reliant les régions sucrières aux côtes de l'île. Leurs plantations ont de plus été dévastées par les cyclones de 1848. Les transferts d'esclaves du café vers le sucre sont massifs dans les années 1840. Le sucre affiche une production pour la première fois supérieure à celle du café en 1846. En seulement vingt ans, de 1841 à 1862, les plantations de café cubaines passent d'un effectif de 115 000 esclaves à seulement 26 000.
Au cours des années 1840 et après, le réseau de chemin de fer le plus sophistiqué de toute l'Amérique latine a été construit presque exclusivement pour servir l'économie du sucre cubain. Les lignes ont été construites reliant les champs aux moulins et les moulins aux villes portuaires. Dans les années 1830, l'inventeur et pharmacien français Jean-François Derosne a développé un système pour convertir le jus de canne en sucre cristallisé: les évaporateurs à vide basés sur la machine à vapeur, adoptés par les plus grands planteurs cubains, prêt pour l'exportation vers les marchés américains et européens. Les machines à vapeur ont été importées.

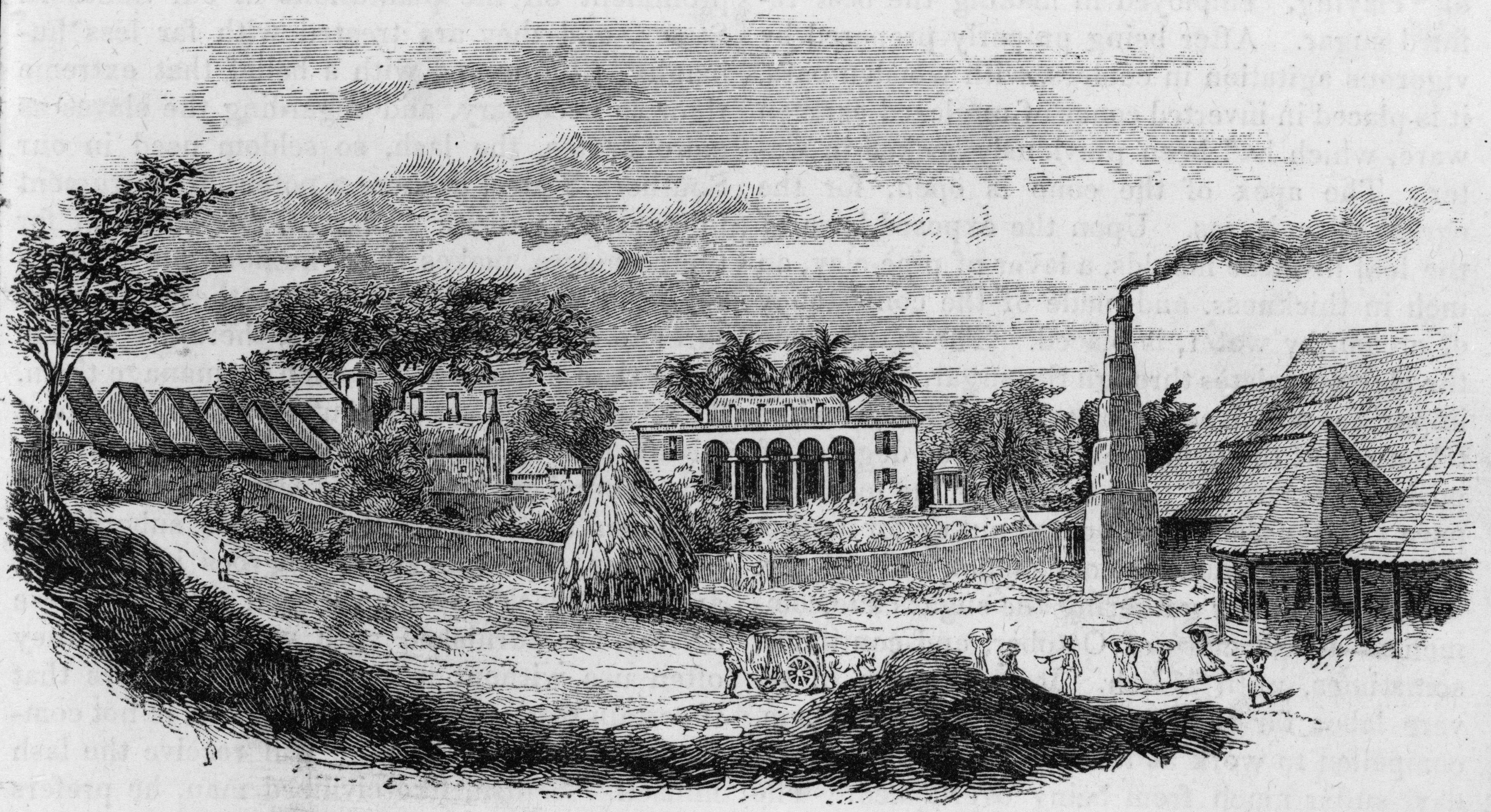
Plantation sucrière à Cuba en 1853, montrant les cases d'esclaves à gauche, la maison des maîtres au centre, et la sucrerie à droite.

À la fin des années 1840 et pendant les années 1850, les propriétaires de plantations cubains installent aussi l'évaporateur à multiples effets, une innovation perfectionnée par Norbert Rillieux, de La Nouvelle-Orléans. En 1862, presque 80 % de tous les moulins à sucre de canne de l'île étaient concentrés dans la partie occidentale de Cuba, la partie orientale restant relativement appauvrie. Entre 1850 et 1860, environ 124 000 esclaves africains furent importés à Cuba, mais aussi 58 000 Chinois, pour la plupart destinés au secteur du sucre, comme le laissent penser les données de recensement 1862.
La production sucrière cubaine, qui n'était encore que de 14 000 tonnes en 1790, atteint 148 000 tonnes par an sur la période 1841 à 1846 puis 266 000 sur la période 1855 à 1860. C'est ensuite 500 000 tonnes entre 1862 et 1864 et plus de 600 000 tonnes vers 1867. Au XXe siècle, Cuba sera le premier exportateur mondial de sucre.
| Moyenne annuelle       | 1790 | 1841-1846 | 1855-1860 | 1862-1864 | 1867 |
| Tonnes de sucre cubain | 14   | 148       | 266       | 500       | 600  |

Au cours de la période 1831-1850, les interventions britanniques contre les traites négrières ont fait flamber le prix des esclaves à Cuba, à 300 dollars en moyenne, contre 193 dollars au Brésil (1826-1845), très au-dessus des 230 dollars payés en moyenne en Jamaïque en 1790.
La croissance sucrière du Brésil n'est distancée par celle de Cuba que dans les années 1850.

### Galerie 1860

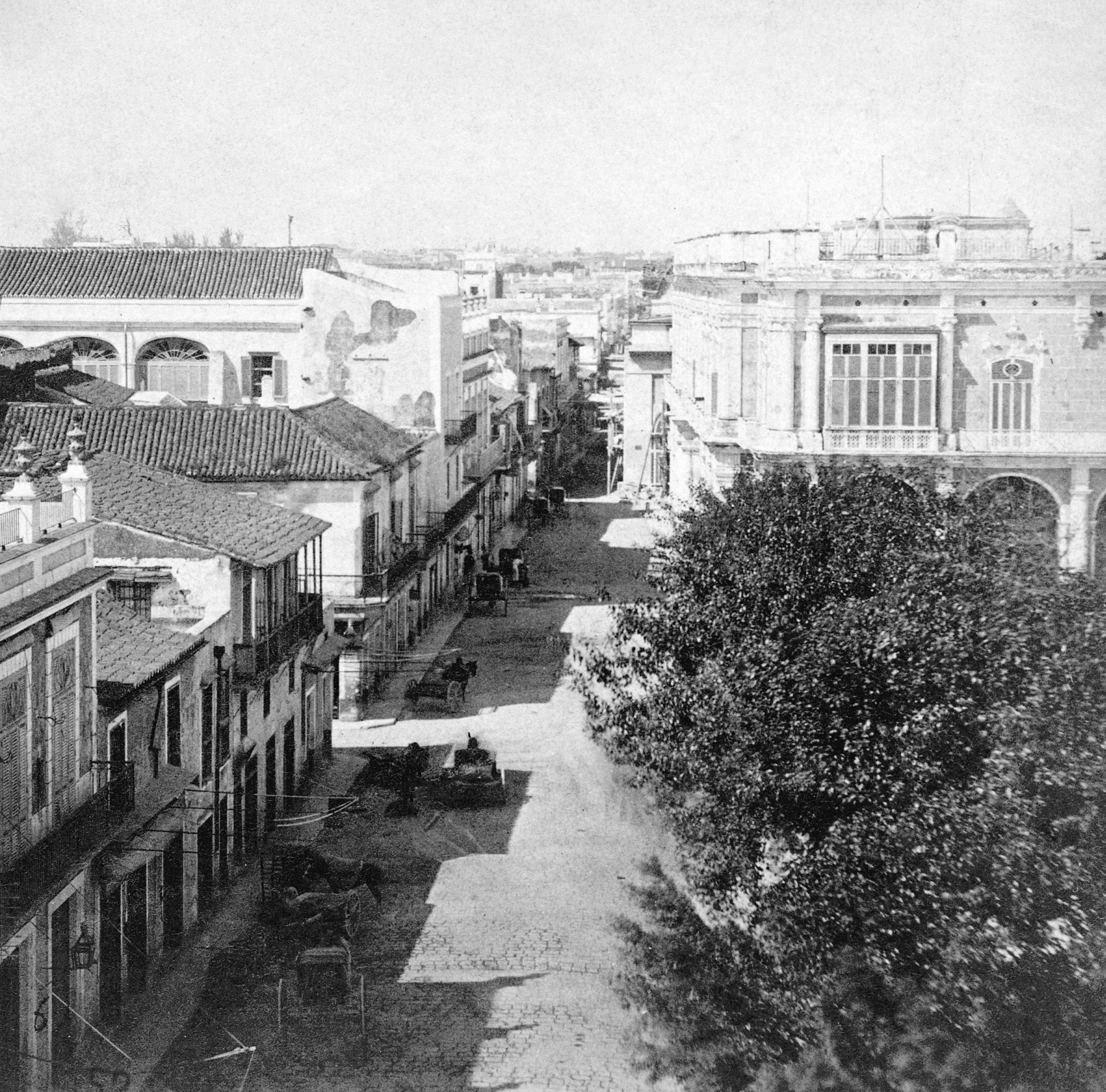
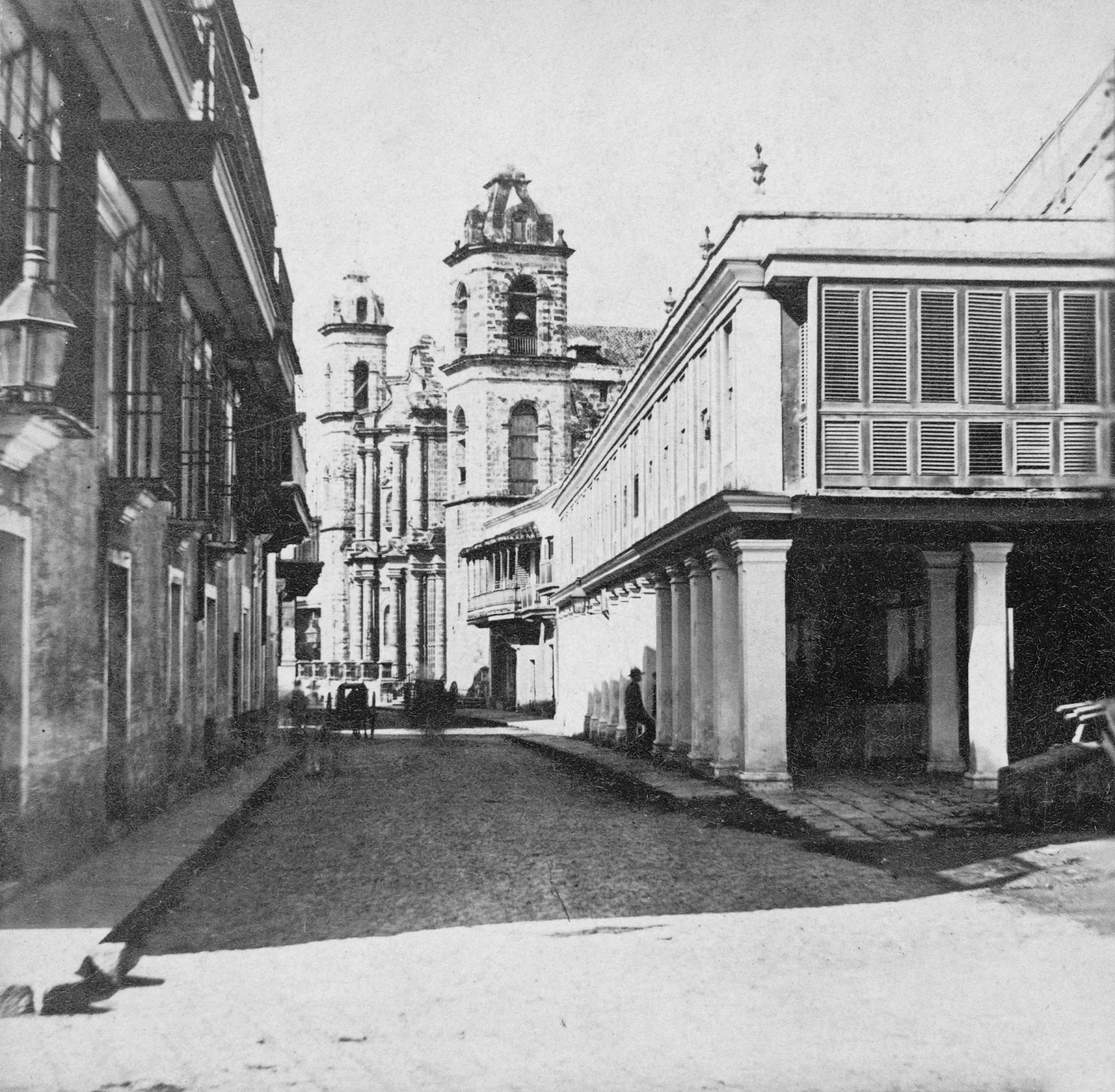
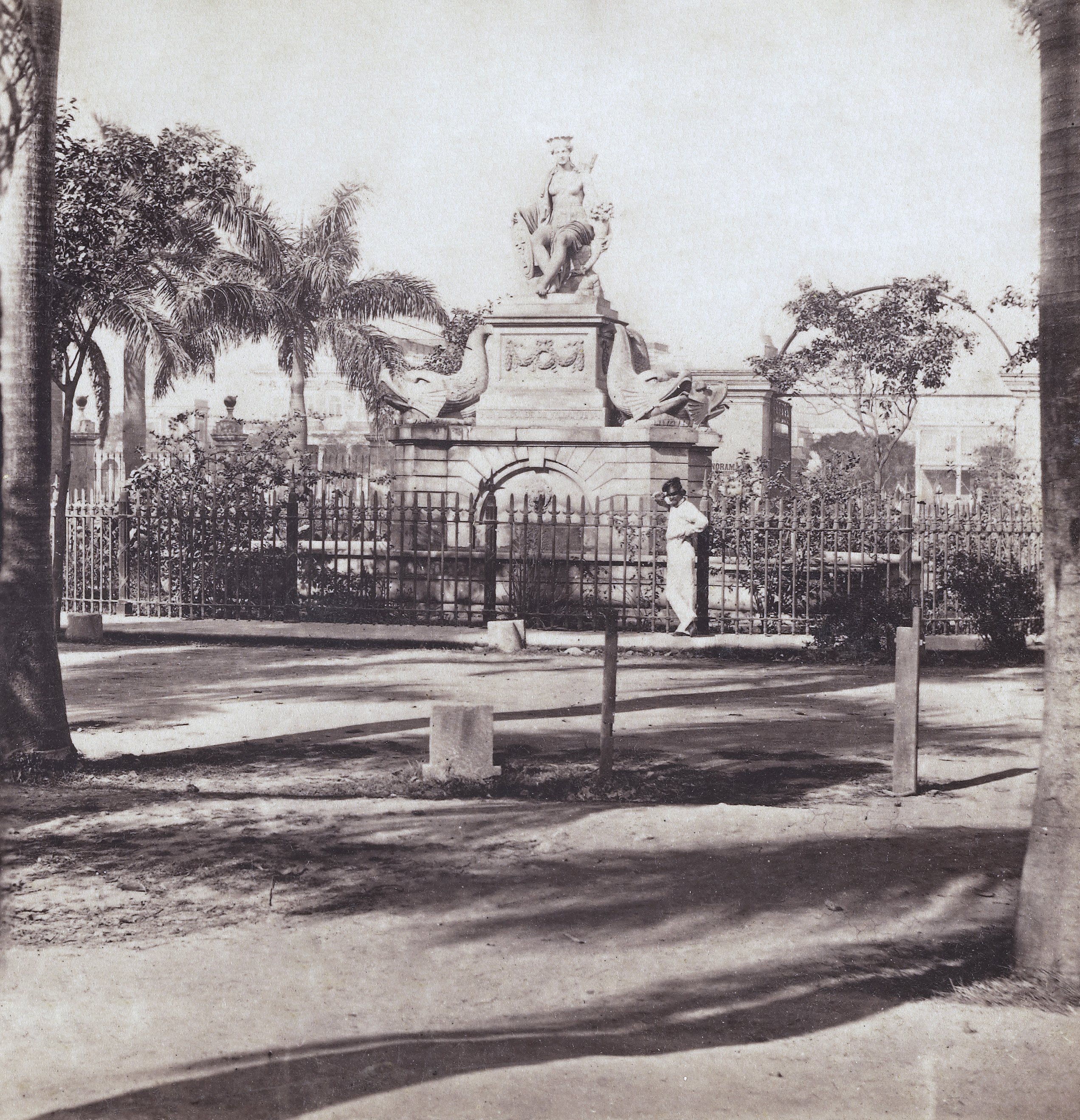

### D'autres immigrations après l'abolition de la traite négrière
Cuba est l'avant-dernière colonie européenne à abolir l'esclavage, en 1886, juste avant le Brésil. C'est le territoire où l'esclavage aura duré le plus longtemps, de 1511 à 1886. Les esclaves sont principalement des Yorubas de l'Ouest du Nigeria, (appelés Lucumí à Cuba, ce qui veut dire « Mon ami » en yoruba, et aussi Nago ou Anango), Bantous du Kongo ou Bakongos du Congo et de République démocratique du Congo, Arará, groupe kwa : Fons du Dahomey (actuel Bénin) et Nigeria, Ewes ou Eoué du Ghana et du Togo, Abakuá (ou abakwa, surnommés à Cuba nañigos), Carabalí de Calabar (Sud du Nigeria), Mandingues du Ghana, Efik de Dahomey, Bríkamo, Ejaghams, Ibibios, et autres ethnies du Sénégal, Angola, Liberia. Les esclaves seront convertis au christianisme.
Malgré l'interdiction de la traite négrière, les grands sucriers déportent encore plus d'esclaves, y compris de manière officielle. Ils essayent même d'imiter une innovation qui avait fait la fortune des Anglais et des planteurs cotonniers des États-Unis : l'élevage d'esclaves, avec couplage de reproductrices et d'étalons. Cependant, l'esclavage est concurrencé par l'arrivée de nombreux paysans espagnols pauvres (les péons). Une vague de travailleurs blancs arrive aussi à partir de 1840, amenés par les Anglais depuis l'Irlande, pour travailler dans les chemins de fer, sous concession anglaise. Mais beaucoup d'Irlandais s’enfuient.
Les colonisateurs déplacent tous ceux qu'ils trouvent à acheter : des Indiens mayas du Yucatán que l'armée mexicaine a fait prisonniers, des « Turcs » — en fait Égyptiens et Syriens — vers 1860 ; puis, en masse, des Chinois, 150 000 entre 1847 et 1874, venus de Macao et de Canton, sous contrat de salariat forcé, des coolies chinois, déportés par les anciens négriers après la guerre de l’Opium, et qui sont envoyés trimer dans les champs de cannes, aux côtés des esclaves.

## Marche vers l'indépendance (1850c-1902)

### Guerre de Dix Ans(1868-1878)
Le 10 octobre 1868, Carlos Manuel de Céspedes (1819-1874), riche propriétaire terrien, libère ses esclaves et fonde une armée, déclenchant la guerre des Dix Ans. Malgré le soutien des États-Unis — plusieurs bateaux américains débarquent à Cuba avec des armes et des volontaires, dont de nombreux vétérans de la guerre de Sécession — les Espagnols remportent une victoire sanglante face aux insurgés.
Toutefois, il s’agit tout de même d’une demi-victoire pour le peuple cubain, car il obtient par le pacte de Zanjón (10 février 1878) une certaine autonomie, l’abolition de l’esclavage en 1880 — mise en pratique uniquement en 1886 — et l’égalité des droits entre les Blancs et les Noirs, proclamée en 1893. Le pacte a aussi des répercussions politiques, puisqu’il engendre l’apparition des premiers partis politiques.

### Réforme impossible du modèle colonial

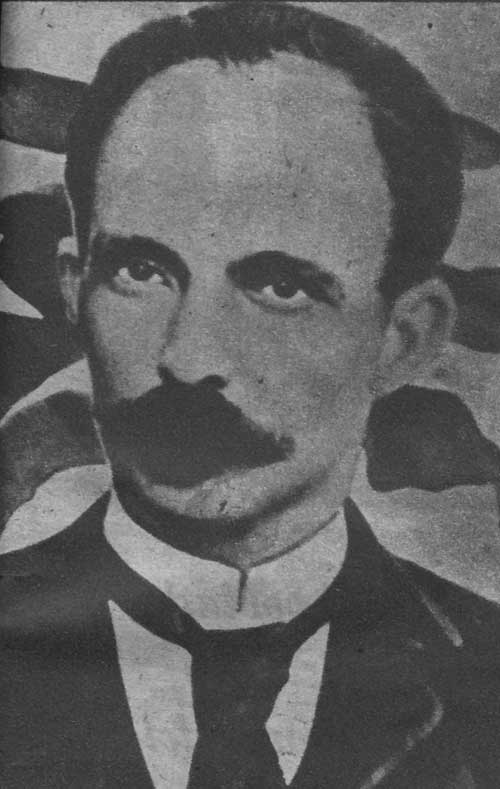
José Martí (1853-1895).

Les réformes mises en place à la suite de la guerre des Dix Ans ne sont pas réalisées, ce qui occasionne un nouveau soulèvement du peuple. José Martí, écrivain et patriote, fonde le Parti révolutionnaire cubain en 1891 avec les futurs généraux, Máximo Gómez et Antonio Maceo. La guerre révolutionnaire d’indépendance devient réalité le 29 janvier 1895. L’Espagne veut mettre fin à cette lutte une bonne fois pour toutes et décide d’envoyer 280 000 soldats en renfort aux 21 777 déjà sur place. La guerre d'indépendance cubaine proprement dite a lieu en 1896-1898 ; c'est pendant cette guerre que sont mis en place, pour la première fois dans l'Histoire, des camps de concentration. Le général espagnol Valeriano Weyler  a organisé la déportation de 400 000 civils cubains, dans le but de les séparer des rebelles, qui trouvaient auprès des paysans abri et nourriture. 100 000 Cubains sont morts des suites de la politique espagnole de reconcentration. On compte alors sur l’île un soldat pour six habitants. Deux ans de guerre firent 200 000 victimes soit 1/8e de la population.
La fin de la guerre d’indépendance face à l’Espagne semble imminente au début de l’an 1898.

### Première intervention américaine (1898-1902)
Le président des États-Unis de l’époque, William McKinley (1897-1901), décide alors d'envoyer à La Havane un navire de guerre, le Maine, afin d’y protéger les intérêts de Washington.
Dans la nuit du 15 février 1898, le Maine explose dans le port de La Havane, et 250 marins meurent sur le coup.
Bien que la véritable cause reste inconnue, le gouvernement américain prend prétexte de l'incident et accuse l'Espagne de l'avoir torpillé.
En 1976, l'amiral américain Hyman Rickover conclut que le feu a été causé par combustion spontanée dans la soute à charbon, un évènement courant dans les cuirassés de cette époque.
Une intervention militaire en faveur des insurgés, est lancée le 11 avril 1898 par le président William McKinley, contre le gouvernement espagnol. La reddition de l'armée espagnole est rapide. Le traité de Paris du 10 décembre, met fin au conflit, et marque la fin de l'occupation espagnole. Un gouvernement militaire d'occupation est alors mis en place par les États-Unis le 1er janvier 1899 jusqu'en 1902.
- Manifeste d'Ostende (1854)
- Guerre d'indépendance cubaine (1895-1898)
- Guerre hispano-américaine (1898)
- Politique espagnole de reconcentration (1896-1898)
- Occupation américaine de Cuba (1898-1902, 1906-1909)

## Constitution de 1901, République de Cuba (1901- 1940)

### La république de Cuba dans l'aire d'influence des États-Unis

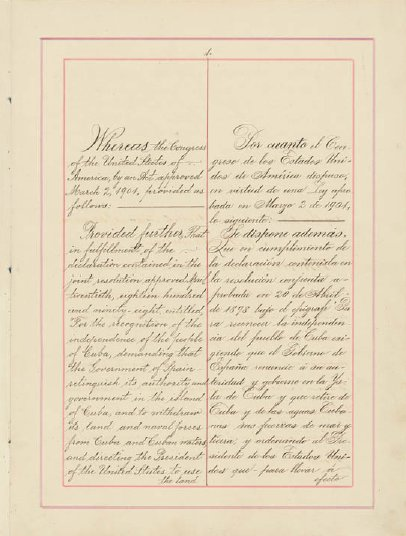
Page une de l'amendement Platt.

Le 20 mai 1902, les forces armées des États-Unis évacuent pour l'essentiel le territoire cubain et la république de Cuba est officiellement créée. Pour la première fois de leur histoire, l’indépendance des Cubains est reconnue formellement, mais aux termes de l'amendement Platt, du sénateur américain Orville H. Platt (en), les États-Unis conservent des bases navales — Guantánamo et Bahía Honda — et sont garants de la constitution, avec le droit d’intervenir dans les affaires du pays en cas d'effondrement constitutionnel.
Les Américains se retirent de l’île, mais leurs investissements y restent considérables, et le commerce de Cuba est largement tourné vers les États-Unis avec des exportations de canne à sucre et des importations industrielles. L'amendement Platt complète ce dispositif jusqu'en 1933. L'influence des États-Unis restera forte jusqu'en 1959.
La démocratie cubaine est encore balbutiante. À la demande des dirigeants cubains, quatre interventions militaires américaines auront lieu en 1906, 1909, 1917 et 1919. Ces interventions répondent à de réelles crises constitutionnelles cubaines.
En 1906, le premier président de Cuba Tomás Estrada Palma souhaita se représenter bien que la constitution n'ait pas prévu explicitement ce cas. Une vive contestation de l'opposition s'ensuivit.
En 1908 est lancée la revue Bohemia à La Havane, encore en activité, et qui reste à ce jour le plus ancien périodique du pays.

### La monoculture sucrière jusqu'en 1919
Le général Mario García Menocal succède à José Miguel Gómez en 1913.
La monoculture du sucre, bénéficiant de tarifs préférentiels de la part des États-Unis, engendre une prospérité rapide mais aussi une dépendance économique grandissante à l’égard de son client. Une immigration haïtienne se développe, encouragée par des entrepreneurs avides de main d'œuvre encore moins coûteuse.
La Première Guerre mondiale rend inutilisable une part importante des champs de betterave sucrière européens et provoque une flambée des cours du sucre. C'est la « danse des millions » : des fortunes immenses se créent et de nombreux entrepreneurs s’endettent et se lancent dans des investissements considérables.

### Les crises de l'entre-deux-guerres
Avec la fin de la Première Guerre mondiale, la production sucrière européenne reprend, engendrant un effondrement des cours du sucre. Les faillites sont nombreuses à Cuba. Les États-Unis sont tentés par un retour à une politique protectionniste.
La situation s'aggrave encore avec la crise de 1929. Un chômage massif fait son apparition. Durant une décennie, Cuba connaît une situation sociale explosive, une situation économique problématique, une situation politique dangereuse. Le banditisme se répand dans les campagnes. Les grèves se multiplient, les manifestations sociales tournent à l'émeute et sont réprimées souvent dans le sang. Durant cette période, les organisations syndicales gagnent une influence considérable.

### Le gouvernement autoritaire du général Gerardo Machado y Morales (1925-1933)
Durant sa présidence, le général Gerardo Machado, président élu (1925-1929), réprime durement les émeutes. Pour plusieurs d'entre elles, de nombreux cadavres jonchent le sol. Devant la situation qui menace la stabilité de la république cubaine, il demande et obtient du parlement une prolongation exceptionnelle sans élection (1929-1933 de son mandat présidentiel).
Des opposants, notamment au sein des mouvements sociaux, parlent de dictature. Des mouvements clandestins se créent et se lancent dans la lutte armée avec notamment l'assassinat de proches de Gerardo Machado. Les dirigeants anarcho-syndicalistes qui dominent le paysage cubain des mouvements sociaux et se lancent dans la lutte armée où les émeutes récurrentes sont décimées. Les anarcho-syndicalistes perdent peu à peu leur influence au bénéfice de leurs adversaires acharnés les communistes qui affichent des dispositions respectueuses de la constitution. L'escalade de la violence, sur fond de crise sociale et économique achève de faire s'effondrer le régime. À la suite de plusieurs grèves générales, certaines d’entre elles réprimées dans le sang avec des centaines de morts, Gerardo Machado est contraint à la fuite le 12 août 1933, laissant un vide politique vertigineux.

### La tentative de reprise en main américaine (1933)
L'ambassade américaine, conformément à la constitution cubaine et son amendement Platt, nomme un président et choisit Carlos Manuel de Céspedes y Quesada, fils du « père de la patrie » cubaine.
En dépit de sa légitimité historique, celui-ci ne dispose pas de l'assise politique nécessaire notamment au sein des mouvements d'opposition qui se sont développés face à Gerardo Machado, et d'autre part le nationalisme cubain et l'antiaméricanisme se sont exacerbés durant la crise sociale, déconsidérant l'initiative américaine qui repose sur l'amendement Platt, lequel leur est insupportable.
À partir de 1933, le nouveau président des États-Unis Franklin Delano Roosevelt inaugure la politique de bon voisinage avec l'Amérique latine et s'éloigne de la doctrine Monroe qui prévalait depuis 1823. En décembre 1933, Roosevelt signe la convention de Montevideo sur les droits et devoirs des États, et renonce au droit d'ingérence unilatérale dans les affaires sud-américaines. En 1934, il fait abroger l'amendement Platt qui permettait à Washington d'intervenir dans les affaires intérieures de la république de Cuba, et le remplace par le traité américano-cubain des relations. Les États-Unis abandonnent le protectorat sur Cuba issu de la guerre contre l'Espagne. La même année, les marines quittent Haïti et le Congrès vote la transition vers l’indépendance des Philippines qui ne sera effective que le 4 juillet 1946. En 1936, c'est le droit d'intervention au Panama qui est aboli, mettant fin au protectorat des États-Unis sur ce pays.

## Le général Fulgencio Batista, arbitre de l'État cubain (1933-1940)
Des rumeurs courent faisant état d'un coup d'État en préparation par les officiers de l'armée cubaine. Au milieu de cette situation très confuse, le 3 septembre 1933 les sous-officiers prennent le pouvoir avec un coup d'État lancé pour des motifs corporatistes (solde, avancement, relations avec les officiers), avec à leur tête deux hommes, Pablo Rodriguez et Fulgencio Batista, sergent autoproclamé colonel. Celui-ci est contacté par les opposants à Gerardo Machado, notamment les organisations syndicales ou étudiantes et négocie avec eux un accord. Il devient l'homme fort du pays, nommé chef des armées et il remet le pouvoir politique à cinq civils, dont Ramón Grau San Martín, tout en procédant de temps à autre à des purges au sein de l'armée affermissant ainsi son pouvoir.
De 1933 à 1940, Fulgencio Batista fait et défait une demi-douzaine de présidents cubains. Face aux insurrections éparses, aux émeutes sociales, à la violence dans les campagnes, aux difficultés économiques, Fulgencio Batista utilise la force armée pour rétablir l'ordre, parfois durement, négocie avec les communistes disciplinés qu'il promeut contre les anarcho-syndicalistes qu'il juge trop souvent lancés dans la violence erratique, et utilise son influence en faveur de la multiplication des protections sociales et nationalistes dans le but de restaurer la paix sociale et la solidarité nationale cubaine, allant jusqu'à exercer des pressions contre les responsables politiques qui voudraient s'opposer à cette politique sociale et nationaliste.

### La politique cubaine de 1933 à 1940

#### Grau San Martín (1933-1934)
Ramón Grau San Martín, inconnu du grand public avant les évènements de septembre 1933, sera président de septembre 1933 à janvier 1934. Il engage, avec son bras droit Antonio Guiteras (en), d'importantes réformes :
- droit de vote des femmes ;
- autonomie universitaire ;
- limitation du travail hebdomadaire à 48 heures ;
- début de réforme agraire ;
- création d’un ministère du travail ;
- nationalisation de l’électricité.

L'idéologie du régime est un nationalisme selon le slogan « Cuba aux Cubains ». Un quota d'emplois est réservé aux Cubains. De nombreux immigrés notamment espagnols ou haïtiens perdent ainsi soudainement leur emploi, certains d'entre eux après plusieurs décennies de présence à Cuba.
Il suspendit le paiement de la dette du pays. Il abrogea unilatéralement l'amendement Platt le 10 septembre 1933. Son gouvernement ne fut pas reconnu par Washington. Ses relations avec Fulgencio Batista se dégradèrent notamment à l'issue d'insurrections que Fulgencio Batista réprima. Celui-ci fit pression et Grau San Martín démissionna, sans réaction politique majeure du pays. Son gouvernement n'avait duré que quatre mois. Il reste en politique et fonde le Parti Authentique.

#### Carlos Mendieta (1934-1936)
Le colonel Carlos Mendieta lui succède. Il négocie avec les États-Unis leur accord pour la révocation de l’amendement Platt promulguée unilatéralement par le gouvernement Grau San Martín. Les États-Unis conservent toutefois leur base navale de la baie de Guantánamo.

#### Miguel Mariano Gómez (1936) et Laredo Brú (1936-1940)
Les élections de 1936 portent à la présidence Miguel Mariano Gómez (1936). Celui-ci cherche à restaurer le pouvoir civil face à Fulgencio Batista. Il met son veto à un projet de réforme sociale de celui-ci. Quelques mois plus tard, le congrès estime qu'il s'est opposé au libre fonctionnement du pouvoir législatif et vote sa destitution. Miguel Mariano Gómez proteste et souligne que cette décision revient à abdiquer face à l'influence du pouvoir militaire.
Le vice-président Federico Laredo Brú (1936-1940) lui succède. Il ne s'opposera pas aux visées de Fulgencio Batista qui poursuit le programme de réformes sociales.
En 1938, le PSP, parti communiste cubain, affichant officiellement une renonciation au totalitarisme, à la violence révolutionnaire et à toute inféodation à l'URSS, est légalisé. Les dirigeants communistes avaient déjà pris une influence dominante au sein des organismes sociaux, notamment avec l'aide de Fulgencio Batista dont le PSP louera très officiellement les qualités jusqu'à la prise de pouvoir de Fidel Castro aux derniers jours de 1959, alors que les réseaux communistes liés au KGB, dont quelques dirigeants du PSP triés sur le volet, soutiendront et structureront parallèlement la guérilla de celui-ci.
La politique du général Batista trouve sa consécration avec la nouvelle constitution démocratique sociale et nationaliste de 1940, consacrée par l'élection démocratique de Fulgencio Batista à la présidence.

### Cuba sous la constitution de 1940
En 1940, la politique de Fulgencio Batista trouve sa consécration avec la proclamation d'une nouvelle constitution démocratique très ambitieuse, en particulier au niveau économique et social :
- garantie des libertés publiques (avec possibilité de suspension en cas de menace contre la sécurité de l'État) ;
- salaire minimum garanti ;
- limitation de la durée du travail ;
- congés payés ;
- réglementation du licenciement ;
- établissement d'un système d'assurances maladie et d'allocations chômage ;
- financement des retraites.

#### Cuba entre prospérité et corruption (1940-1952)
En 1940, Fulgencio Batista est démocratiquement élu président de la république de Cuba. Les élections de 1944 verront le retour de Ramón Grau San Martín (1944-1948) chef du Parti Authentique. En 1948, Carlos Prío Socarrás (1948-1952) lui succède.
Ces mandats seront placées sous le signe d'une économie florissante mais aussi d'accusations de corruption, du développement de l'insécurité à cause de bandes rivales d'étudiants armés liées aux deux puissants partis Authentique et Orthodoxe, profitant du statut d'autonomie de l'Université et de l'indulgence apparente du pouvoir politique.
Cuba devient un pays relativement riche, au PIB par habitant comparable à celui de l'Espagne et de l’Italie. L'Ouest de Cuba, et particulièrement la région de La Havane connaissent un niveau de vie qui rappelle celui des États-Unis d'Amérique. L'Est de Cuba demeure plus pauvre avec un peuple de paysans souvent illettrés, dont de nombreux immigrés haïtiens.

## La dictature de Batista (1952-1958)

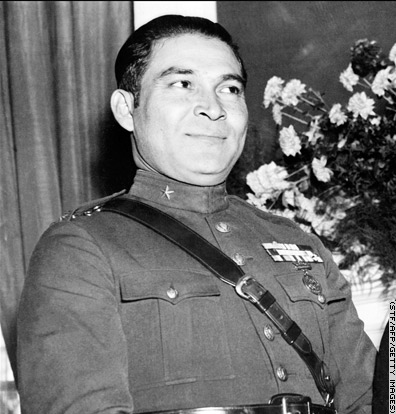
Batista en 1952.

### Le coup d'État de 1952
Le 10 mars 1952, l’ancien président Fulgencio Batista s’empare une nouvelle fois du pouvoir avec l’appui de l’armée. Son coup d’État met fin à la constitution, les partis politiques sont proscrits. Le régime pratique la corruption et une sévère répression des opposants, comprenant tortures et exécutions.

### Le poids des États-Unis dans l'économie cubaine
En 1958, l'économie cubaine dépend fortement de l'économie américaine. C'est une économie fortement déséquilibrée de pays en voie de développement. Peu industrialisé, Cuba exporte ses matières premières :
- le commerce extérieur est dominé par les États-Unis. En 1959, 75 % des importations viennent de ce pays et 66 % des exportations sont destinées à son marché. La production de sucre représente à elle seule près de 80 % des exportations et 30 à 40 % du produit national[58] ;
- l'île exporte vers les États-Unis 80 à 90 % de sa production de sucre de canne et importe 80 % des produits manufacturés du voisin du Nord[59]. 40 à 50 % des plantations appartiennent ou sont financées par des Nord-Américains[60],[61] ;
- les États-Unis sont en possession de 50 % de la production de sucre, d'énormes domaines agricoles et de ranchs, des opérations minières, des plus grandes usines industrielles du pays, des services publics de l'électricité et du téléphone[58] ainsi que de la totalité des raffineries pétrolières[62] ;
- le secteur sucrier stagnait depuis 1925 en raison de plusieurs facteurs structurels dont un système de répartition des terres fait de grandes propriétés, des traités commerciaux préférentiels avec les États-Unis qui donnaient un avantage tarifaire d'au moins 20 % aux produits de ce pays, et en résumé une totale dépendance de l'économie cubaine envers les États-Unis depuis le début du XXe siècle. Mis ensemble, ces facteurs ont assuré la perpétuation d'un contrôle social et politique qui liait les élites économiques à un régime solidement établi de subordination envers les États-Unis[58].

### Le niveau de vie cubain reste élevé
- Le pays serait, selon le militant anticastriste Olivier Languepin, l'un des plus riches d'Amérique latine : son PIB/hab. le plaçait selon lui au troisième rang sur ce continent[61]. D’après l'atlas Ginsburg de l'économie mondiale, reprenant les chiffres officiels cubains, Cuba serait la 22e puissance économique de la planète (sur 122 pays évalués)[63] ; le revenu par habitant serait au même niveau que l’Italie[63].
- Le taux de mortalité infantile serait, selon le géopolitologue républicain Mark Falcoff, le 13e plus faible de la planète en 1958[64] et les Cubains auraient l'une des espérances de vie les plus élevées[65].
- L'éducation est une des priorités du régime : 22 % de la population est analphabète en 1958, alors que le taux mondial est de 44 %[63],[66].
- La culture cubaine est dynamique : on compte alors 129 magazines et 58 quotidiens à Cuba[65]. La Havane compte 135 cinémas en 1958 ; en 2009 il n'y en aura plus qu'une vingtaine malgré l'accroissement de la population[67].

### La société apparaît cependant inégalitaire et corrompue
- Le taux combiné de chômage était élevé, avec une moyenne annuelle de 738 000 Cubains sur 2 204 000, soit autour du tiers de la force de travail[58].
- Le salaire minimum était de 75 pesos en 1956-57, mais plus de la moitié des travailleurs en emploi gagnaient moins que ce montant[58].
- La distribution des revenus était très inégale, en 1953 les 40 % les plus pauvres de la société recevaient 6,5 % du revenu national pendant que les 10 % les plus riches recevaient 38,8 % de ce revenu[58],[68].
- En 1953, presque un quart des habitants de l'île sont illettrés, seulement 45,2 % des enfants en âge de scolarité allaient à l'école et les taux pour le secondaire et l'université étaient respectivement de 8,7 et 4 %[58].
- Le système de santé était concentré principalement dans la capitale et les grandes villes: 65 % des médecins et 62 % de la capacité en lits d'hôpitaux étaient situés à la Havane (où seulement 22 % de la population cubaine habitait dans les années 1950)[69].
- Sur 98 hôpitaux publics, seul 1 était situé dans une région rurale, il y avait 1 médecin pour 1 067 habitants au niveau national alors que dans les régions rurales ce taux était de 1 médecin à 2 378 habitants et de 1 à 361 dans les villes. Le budget de l'état pour la santé publique représentait 5,3 % du total de ses dépenses[69],[70].
- La Havane, la capitale, est une ville à la fois libre, dynamique et corrompue : le taux d'analphabétisme ne dépasse pas 10 %[65] et il existe une classe moyenne relativement importante. La culture et la presse sont libres et dynamiques : ainsi, en mai 1958, le journal Libertad n'hésite pas à publier les photographies des rebelles torturés et assassinés par le régime de Batista[71]. Les maisons de loteries et de prostitution, les night-clubs et les casinos y sont nombreux. La ville devient la capitale latino-américaine de la prostitution et environ 300 000 touristes américains y affluent chaque année[65], d’où son surnom de « bordel de l’Amérique ». La mafia a la mainmise sur l'organisation de ces tripots de luxe organisés pour des clients étrangers, y achemine un renouvellement de filles pauvres venues des provinces rurales cubaines, et parvient presque par son entrisme, dans le milieu des années 1950 à installer à Cuba, par le clientélisme des élites au pouvoir, une territorialisation comme elle n'en a jamais bénéficié[72]. L'universitaire Samuel Farber relativise cette analyse considérant que l'importance économique que les États-Unis accordaient aux casinos, à la prostitution et à la mafia était exagérée[73].
- Dans les campagnes, 200 000 familles de paysans n’ont pas de terre et leurs enfants souffrent de sous-alimentation. Le pays compte, par ailleurs, 500 000 paysans, travaillant trois à quatre mois par an et réduits à la misère le reste de l’année[74]. 85 % des petits agriculteurs cubains louent leurs parcelles[réf. nécessaire]. Les écoles et les hôpitaux sont souvent absents des campagnes.
- À ces figures doivent être ajoutées un état de décomposition morale, de la corruption administrative et politique, et l'existence de gouvernements antidémocratiques qui pratiquaient une violation systématique des droits et des libertés populaires les plus élémentaires[69]. La guerre de libération ne signifiait pas seulement la lutte contre la tyrannie mais aussi que « le peuple devienne éduqué dans le processus afin de rester à jamais vigilant contre n'importe quel retour de ce passé ignoble. »[69],[75].

## La révolution castriste (1953-1962)

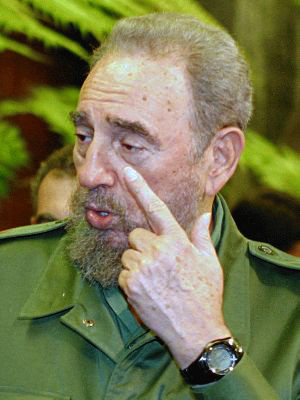
Fidel Castro le 26 septembre 2003.

### Fidel Castro, l'avocat révolutionnaire
Fidel Castro est né le 13 août 1926 à proximité de la ville de Santiago de Cuba, dans une famille aisée. Il étudie à l’université de La Havane entre 1945 et 1950 où il devient révolutionnaire, marxiste-léniniste et avocat. Dès cette époque, il est conscient du fait que les communistes cubains sont isolés en raison, dit-il, « de la nature corruptrice de l'impérialisme, du maccarthysme et des politiciens réactionnaires ». Pour Fidel Castro, les masses étaient confuses car elle n'avaient pas consciences de la nature sociale du problème, et elles étaient désespérées et prêtes à se battre,.
Il s'engage dans la politique estudiantine et il est nommé délégué de classe. Il écrit dans ses mémoires que ses prises de position lui valent d’être menacé de mort s'il remet les pieds sur le campus par des éléments de la FEU (Fédération estudiantine universitaire) qui soutiennent le gouvernement Grau.
Castro est influencé par l'écrivain et militant politique José Martí (1853-1895), mort pour la cause de l'indépendance en 1895. Il préfère se réclamer de celui-ci plutôt que de Karl Marx. Il s'intéresse aux combats anti-impérialistes et pour la démocratie en Amérique latine[réf. nécessaire]. Il est devenu président de la FEU du Comité pour la Démocratie Dominicaine, qui a fait campagne contre la dictature de Trujillo (1891-1961) en République dominicaine. Il ne se borne pas à la propagande contre Trujillo, et quand il entend parler d'une expédition de combattants armés cubains et dominicains pour renverser le dictateur, il la rejoint et participe à l'entraînement militaire sur une île au large des côtes de Cuba. L'expédition a été un fiasco, mais l'expérience l'a aidé à développer ses idées sur la façon de procéder à une insurrection armée contre une dictature.
Castro est devenu avocat en 1950. Cependant, la pratique du droit n'est pas sa principale activité.
Il est candidat à la Chambre des Représentants pour le Parti orthodoxe (Partido Ortodoxo) lors des élections qui aurait dû avoir lieu en mai 1952. Ces élections sont annulées à la suite du coup d’État de Batista de mars 1952. Fidel Castro fait circuler une pétition pour destituer le gouvernement de Batista à cause de l'annulation illégitime du processus électoral. Il commence à préparer un soulèvement armé.
Il a recruté 1 200 jeunes, venus principalement de la jeunesse du parti Orthodoxe, et leur a donné une formation militaire très élémentaire.
Castro explique avoir été durant cette période un « révolutionnaire professionnel… J'ai consacré tout mon temps à la révolution ». En tant qu'avocat, il a défendu des personnes pauvres au tribunal, mais il ne leur a pas demandé de contribution. Il a été soutenu financièrement par ses camarades dans le mouvement révolutionnaire.
Pendant cette période, Castro a organisé un « petit cercle d'études marxistes » avec certains de ses plus proches collaborateurs.

### L'attaque de la caserne de la Moncada et l'exil (1953-1956)
Le 26 juillet 1953, Fidel Castro mène une attaque contre une caserne (caserne Moncada) de Santiago de Cuba, mais l'attaque échoue.
Fidel Castro, après un procès en huis clos, au cours duquel il se défend seul, est emprisonné jusqu'en 1955.
Son plaidoyer du 16 octobre 1953, dans lequel il demande d'être emprisonné avec ses compagnons et qui se termine par les mots « L'Histoire m'acquittera », est un discours dans lequel il expose le droit du peuple à faire la révolution contre la dictature, il dénonce l'extrême pauvreté des conditions de vie du peuple ainsi que la corruption de la classe dirigeante.
Ce document explique sa pensée et contient la majorité des actions qui seront conduites par la révolution cubaine.
En 1955, le mouvement des travailleurs s'est développé considérablement, et le mouvement national pour la libération des prisonniers politiques force le dictateur à accorder une amnistie à beaucoup de prisonniers politiques, incluant ceux qui ont mené l'assaut de 1953 et sont emprisonnés à l'île des Pins.
Les deux frères Fidel et Raul Castro s'exilent au Mexique où ils rencontrent un jeune médecin argentin, Ernesto Che Guevara. Ils lisent beaucoup, et développent leur connaissance du marxisme-léninisme. Fidel Castro organise alors le mouvement du 26 juillet dont le but est de renverser Batista.

### La lutte armée (1956-1959)
En 1956, un groupe de 82 hommes prend la mer à bord du bateau Granma pour Cuba et débarque sur la partie orientale de l'île le 2 décembre 1956. Une soixantaine des membres du commando (les barbudos) sont tués, ou faits prisonniers par l'armée régulière cubaine dès les premiers combats.
Le 30 novembre, un soulèvement mené par Frank País a lieu à Santiago de Cuba. Il aurait dû faire diversion mais il a eu lieu deux jours trop tôt. Il a cependant réussi à montrer qu'il y avait une forte arrière-garde pour soutenir la lutte armée.
Castro et le reste du corps expéditionnaire trouvent refuge dans les montagnes de la sierra Maestra, soit une vingtaine d'hommes dont Ernesto Che Guevara, grièvement blessé. Aidés par les paysans, ils commencent à organiser l'armée rebelle. Les barbudos mènent une guérilla contre le pouvoir pendant deux ans. Ils peuvent s'appuyer en particulier sur le profond mécontentement des masses paysannes en butte à une répression et à une misère grandissante.
Rapidement, ce sont plus de 800 hommes qui rejoignent Fidel Castro dans la Sierra Maestra. Le 17 janvier 1957, l'attaque de la caserne navale de La Plata constitue une première victoire. La population locale commence à sympathiser avec les insurgés.
Rendue inaccessible aux forces gouvernementales, la Sierra Maestra entre progressivement en dissidence. En août, le Che prend le commandement d'une partie des forces rebelles. Alarmé, Batista lance une vaste offensive militaire et une prime de 4 000 dollars est offerte pour la tête du Che. Disposant désormais d'une position inexpugnable et appuyés par la population locale, les rebelles décident de quitter la Sierra et de partir à la conquête du territoire cubain.
Le dictateur essaya de gagner du temps en promettant de tenir des élections. Des mouvements de protestation armée et des grèves eurent lieu dans les villes, comme celles d'août et de septembre 1957 et d'avril 1958, principalement à Cienfuegos et Sagua La Grande. Ils montrèrent que la répression était incapable de réfréner la vague révolutionnaire.
Les forces de Batista perdirent l'offensive de la Sierra Maestra. Un second front nommé Frank País, sous le commandement de Raúl Castro, fut ouvert dans le nord de l'actuelle province de l'Oriente, et les actions de guérilla se propagèrent dans d'autres régions. Les colonnes placées sous le commandement de Camilo Cienfuegos et Ernesto Che Guevara gagnèrent d'importants combats dans la partie centrale de l'île. Le commandement général était situé dans la province de l'Oriente; il était placé sous la conduite de Fidel Castro.
En décembre 1958, l'armée rebelle assiégeait Santa Clara et Santiago de Cuba. Deux colonnes armées se dirigent vers la Havane. En décembre, l'armée de Batista est définitivement battue.
Les insurgés, soutenus par une grève générale, prennent La Havane le premier janvier 1959. Le lendemain, Santiago tombe à son tour. Batista choisit la fuite.

## Les premières années de la révolution (1959-1962)
Une fois Batista mis en fuite, Manuel Urrutia Lleó devient président de la république de Cuba, et Fidel Castro, ministre de la Défense, puis Premier ministre à partir du 16 février. Manuel Urrutia doit démissionner en juillet, remplacé à la présidence par Osvaldo Dorticós Torrado.
Pour la première fois dans un pays d'Amérique Latine, une armée professionnelle fut totalement remplacée par une armée insurgente, ce qui permit de garantir la souveraineté nationale nouvellement gagnée (Cuba considère la période qui va de 1899 à 1902 comme une occupation militaire, et celle de 1902 à 1958 comme une période néo-coloniale.).

### Le gel rapide des relations avec les États-Unis

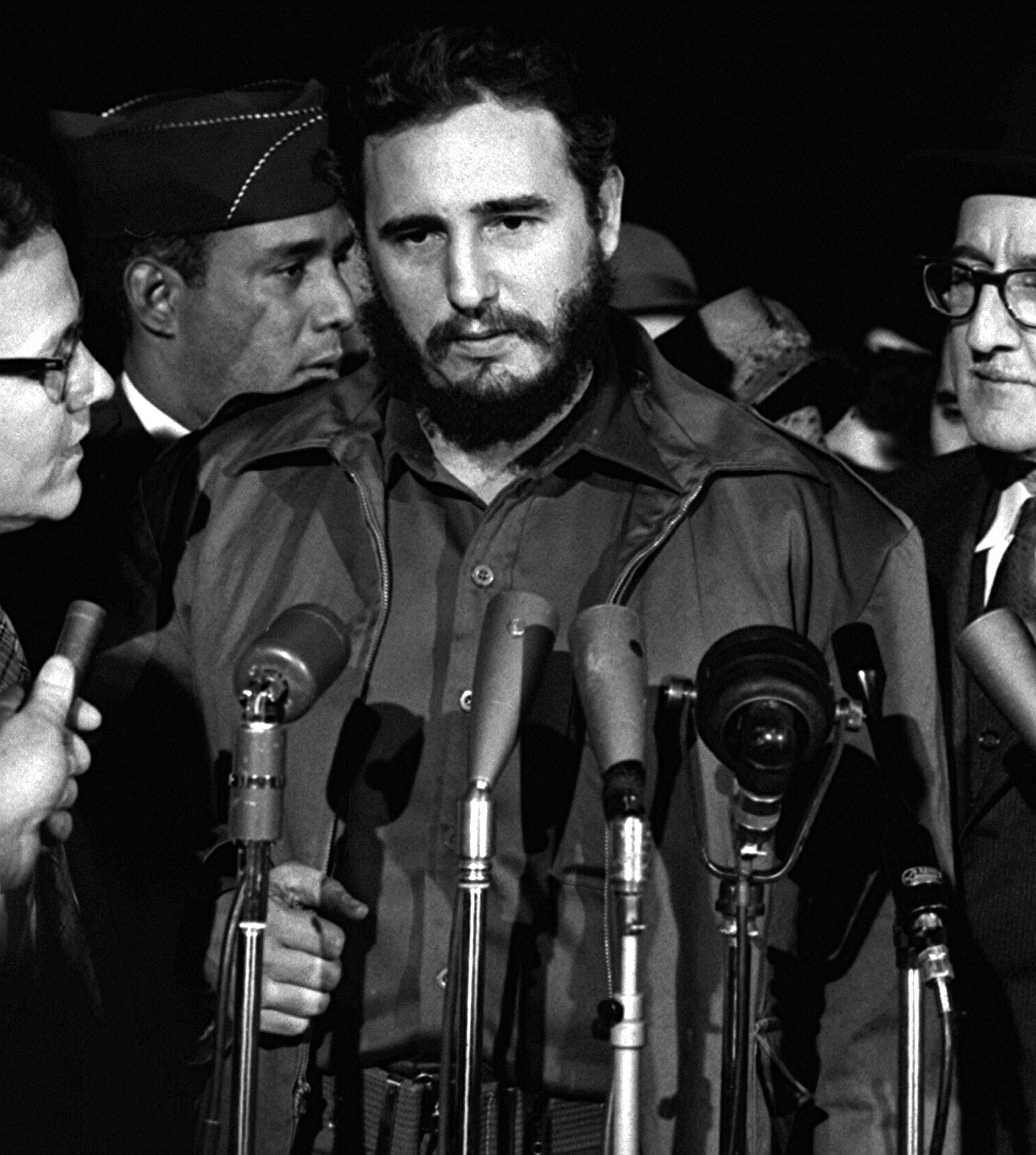
Fidel Castro en 1959.

En avril 1959, Castro se rend aux États-Unis pour assurer qu'il ne choisira pas le communisme : à ce moment-là, il ne se déclare ni communiste ni partisan d’une rupture avec Washington. Il déclare alors : « Le capitalisme sacrifie l'homme. L'État communiste, par sa conception totalitaire, sacrifie les droits de l'homme. C'est pourquoi nous ne sommes d'accord ni avec l'un ni avec l'autre. [...] Cette révolution n'est pas rouge, mais vert olive », de la couleur des uniformes de la guérilla. Il explique au gouvernement américain qu'il ne désire pas s'orienter vers le communisme, et souhaite garder des relations cordiales avec ses voisins.
Le 6 juin 1958, il écrit pourtant une lettre dans la Sierra Maestra, qui fut publiée par la suite par l’un de ses partisans Carlos Franqui et dans laquelle il explique : « Quand cette guerre sera finie, commencera pour moi une guerre plus importante, plus longue : celle que je vais mener contre les Nord-Américains. Je suis certain que cela sera mon véritable destin ».
Les relations entre les deux pays changent rapidement, lorsque Fidel Castro décide de nationaliser plusieurs grandes firmes américaines sur l'île. Le 4 mars 1960, un cargo français (La Coubre) chargé d'armes belges explose dans le port de la Havane, provoquant 75 morts. Le gouvernement cubain soupçonne alors les États-Unis d'être à l'origine de cette explosion. Le ton monte, et le président des États-Unis Eisenhower autorise le 17 mars l'armement d'une troupe d'opposants à Miami et au Guatemala. En juillet, après que le gouvernement américain a décrété des sanctions économiques contre Cuba, le dirigeant soviétique Khrouchtchev se déclare prêt à défendre l'île contre « les forces agressives de Washington ».
En réponse à la saisie des entreprises américaines et du rapprochement avec l'URSS, les États-Unis rompent les relations diplomatiques le 3 janvier 1961 et imposent un embargo contre Cuba le 3 février 1962.
L'Organisation des États américains prend la décision d'exclure Cuba de sa participation au Système interaméricain le 31 janvier 1962. L'OEA est revenue sur cette décision le 3 juin 2009. Toutefois Cuba refuse de réintégrer l'organisation. En février 2017, Luis Almagro président de l'Organisation des États américains, n'a pas pu se rendre à Cuba pour recevoir un prix remis par la dissidente cubaine Rosa María Payá.

### Premières réformes
L'une des premières grandes réformes du gouvernement concerne l'agriculture et la redistribution des terres. Le 17 mai 1959, les grandes propriétés agricoles (latifundia) de plus de 400 hectares sont démantelées. Une grande partie est redistribuée au profit de cent mille paysans, et la moitié des terres du pays sont nationalisées. Le nouveau gouvernement crée ensuite l'Instituto Nacional de Reforma Agraria (es) (INRA), pour aider par un système de crédit le regroupement des propriétés en coopératives. À la fin 1960, 41 % des terres sont propriétés des coopératives ou de l'État. Une loi interdisant la ségrégation raciale est votée, en effet celle-ci était encore de rigueur, les noirs et les mulâtres seront les supporters les plus fervents du nouveau régime communiste.[réf. nécessaire]
Le gouvernement place l'éducation et la santé publique parmi ses priorités. La féministe Elena Mederos Cabaña participe au gouvernement et devient, en septembre 1959, la ministre des Affaires sociales. Elle s'investit pleinement pour améliorer la vie des paysans, des bidonvilles, des enfants et des mères pauvres. En juin 1961, « année de l'éducation », l'enseignement devient entièrement nationalisé et gratuit. Des milliers d'instituteurs sont envoyés dans les campagnes pour éradiquer l'analphabétisme, objectif atteint avant la fin de l'année[réf. nécessaire]. L'analphabétisme était toutefois loin d'être endémique auparavant puisqu'il était de 22 % en 1958.
Une couverture médicale universelle et gratuite est mise en place; le gouvernement forme de nombreux médecins. Dès 1963, trois cents d'entre eux sont envoyés en Algérie, tout juste indépendante. Avant la révolution, Cuba avait déjà un grand nombre de médecins, avec davantage de médecins par tête qu'en France et au Royaume-Uni ; l'espérance de vie était proche de celle aux États-Unis.

### Nouvelles structures politiques
Peu après son arrivée au pouvoir, le nouveau gouvernement dissout la plupart des organisations et partis politiques du régime précédent, ainsi que les organes de presse.
La Constitution de 1940, qui octroyait théoriquement des droits importants aux citoyens cubains, n'est pas restaurée et Fidel Castro gouverne le pays par décrets, jusqu'à l'entrée en vigueur de la Constitution de 1976, inspirée de celle de l'URSS.
De nouvelles organisations politiques de masse sont formées. La première d'entre elles, la Fédération des femmes cubaines (Federacion de Mujeres cubanas, FMC), naît le 23 août 1960, présidée par Vilma Espín (1930-2007), femme de Raúl Castro. Suivent l'Union des pionniers, l'Association nationale des petits agriculteurs (1961), et l'Union des jeunes communistes (1962).
La Centrale des travailleurs de Cuba, syndicat né en 1939, place à sa tête des proches de Fidel Castro, à l'occasion de son dixième Congrès en 1959.
Le 28 septembre 1960 voit l'arrivée des Comités de défense de la révolution, éléments centraux de la révolution cubaine. Initialement chargés de détecter les « contre-révolutionnaires », ces petits comités (un pour 100 habitants en moyenne) assument par la suite des fonctions plus variées, tout en assurant le lien entre les masses et les institutions. Les CDR encourageraient la délation : en mars 1961, c'est à partir des listes de « suspects » qu'eut lieu la grande rafle de 100 000 personnes en un week-end.
Selon les opposants au régime, le rôle de ces organisations consiste à encadrer, surveiller et endoctriner la population, tout en diffusant la propagande du gouvernement. Selon les partisans du régime, elles ont au contraire pour but de transformer le peuple cubain en acteur de la révolution, en proposant à toutes les catégories sociales une éducation politique et des plates-formes d'expression. Les associations de masse constitueraient alors selon eux un des fondements de la démocratie participative. Pendant les premières années suivant la révolution castriste, ni le Parti ni l'État n'ont encore de forme bien définie ; les organisations permettraient alors de structurer la société, et d'élaborer les nouvelles institutions.
Notamment, la FMC, Fédération des femmes cubaines, jouerait un rôle très important dans la mise en place de l'égalité entre hommes et femmes,.
En mai 1961, les principales forces politiques révolutionnaires (Mouvement du 26 Juillet, Directoire du 13 mars, Parti socialiste populaire) fusionnent pour former les Organisations révolutionnaires intégrées (ORI). En mars 1962, le secrétariat des ORI est réorganisé, Fidel et Raúl Castro deviennent respectivement premier et second secrétaires. Un an plus tard, le Parti uni de la révolution socialiste (PURS) est constitué à partir des ORI. Celui-ci devient en 1965 le Parti communiste de Cuba.

### Le sort des opposants
La peine de mort, abolie à Cuba en 1940, est rétablie par un décret. Durant la première année de la révolution, Che Guevara est nommé Commandant de la forteresse de la Cabaña, et près de 600 partisans supposés du régime de Batista sont exécutés,. La plupart des accusés sont des officiels du régime de Batista, policiers ou hommes politiques. Juanita Castro, la sœur de Fidel Castro, indiquera à ce dernier l'arrestation, la condamnation et l'exécution d'innocents, les ordres venant essentiellement de Che Guevara depuis son quartier général de La Cabaña.
Selon le Livre noir du communisme, entre 8 000 et 10 000 autres personnes ont suivi dans les années 1960. Dans les années 1960, 30 000 personnes seraient enfermées comme prisonniers politiques. Selon la Cuban American National Foundation (en), lobby cubano-américain anticastriste, 12 000 personnes auraient été exécutées entre 1959 et 1997 pour des raisons politiques. Pour Rudolph Joseph Rummel, le chiffre atteint 15 000, auxquels il faut ajouter 7 000 morts en prison pour la période 1959-1987. En 1965, Fidel Castro lui-même confesse l'existence de quelque 20 000 dissidents politiques dans les prisons de l'île.
Le caractère légitime des procédures de ces tribunaux révolutionnaires est controversé. Des médias, même américains, soulignent que chaque accusé a droit à une défense équitable, à un avocat et des témoins, et que les procès sont publics. Herbert Matthews, du quotidien The New York Times, rapporte qu'il ne connaît pas d'exemple d'innocent exécuté et fait remarquer que « lorsque les Batistains tuaient leurs adversaires — généralement après les avoir torturés — à un rythme effrayant, il n'y avait pas eu de protestations américaines ». À l'inverse, selon un procureur qui travaillait avec Guevara pour ces accusations, les procédures étaient illégales car « les faits étaient jugés sans aucune considération pour les principes judiciaires généraux », « les éléments présentés par l'officier investigateur étaient considérés comme des preuves irréfutables », « il y avait des membres de familles de victimes du régime précédent parmi les jurés » et « Che Guevara était aussi président de la cour d'appel ». Selon Le Livre noir du communisme, les détenus politiques seraient interrogés par le Departamento Técnico de Investigación qui utiliserait la torture physique (électrochocs) et psychologique (isolement, privation de sommeil et de nourriture, menace sur la famille, simulacres d'exécution). Certains prisonniers auraient été enfermés dans des gavetas, cages d'un mètre de large sur 1,8 mètre de hauteur.
Ces accusations de torture sont fermement démenties par les autorités cubaines. Fidel Castro déclare en 1987 : « Nos lois sont sévères car il a fallu nous défendre. Mais [...] il n'y a pas eu un seul cas de torture, d'assassinat ou de disparition politique. [...] Les porte-parole des campagnes de calomnies ont été souvent emprisonnés et libérés dans de bonnes conditions physiques. N'est-ce pas curieux ? »
Huber Matos, ex-commandant de l'armée rebelle, est condamné en octobre 1959 à vingt ans de prison pour conspiration, après avoir dit lors d'un discours public que le processus révolutionnaire était « en train de dévier vers le communisme ». Un système de camps de travail forcé (appelés « camps de travail correctif ») est mis en place en 1960-1961, le premier de ceux-ci est créé à Guanahacabibes afin de rééduquer les responsables des entreprises publiques qui étaient coupables de diverses entorses à l’éthique révolutionnaire.Une police politique, le Departemento Técnico de Investigaciones (Service des enquêtes judiciaires) est formée pour lutter contre les dissidents.
En 1960, plus de 50 000 personnes, appartenant aux classes moyennes et qui avaient soutenu la révolution, s’enfuient de l'île. Chaînes de télévision, radios et journaux sont repris en main par les partisans de Fidel Castro.
Après la révolution, Cuba devient un état officiellement athée et limite la pratique religieuse. L'Église étant soupçonnée d'avoir soutenu le débarquement de la baie des Cochons, le gouvernement expulse ou incarcère plusieurs centaines d’ecclésiastiques : de 1959 à 1961, 80 % des prêtres chrétiens professionnels et des ministres des Églises cubaines quittent Cuba pour les États-Unis. Les biens du clergé sont nationalisés. En mai 1961, l'État confisque les bâtiments ecclésiastiques et ferme les collèges religieux. Le nouveau gouvernement tient les pratiquants de la Santeria à l'écart du Parti communiste.

### Le débarquement de la baie des Cochons (1961)

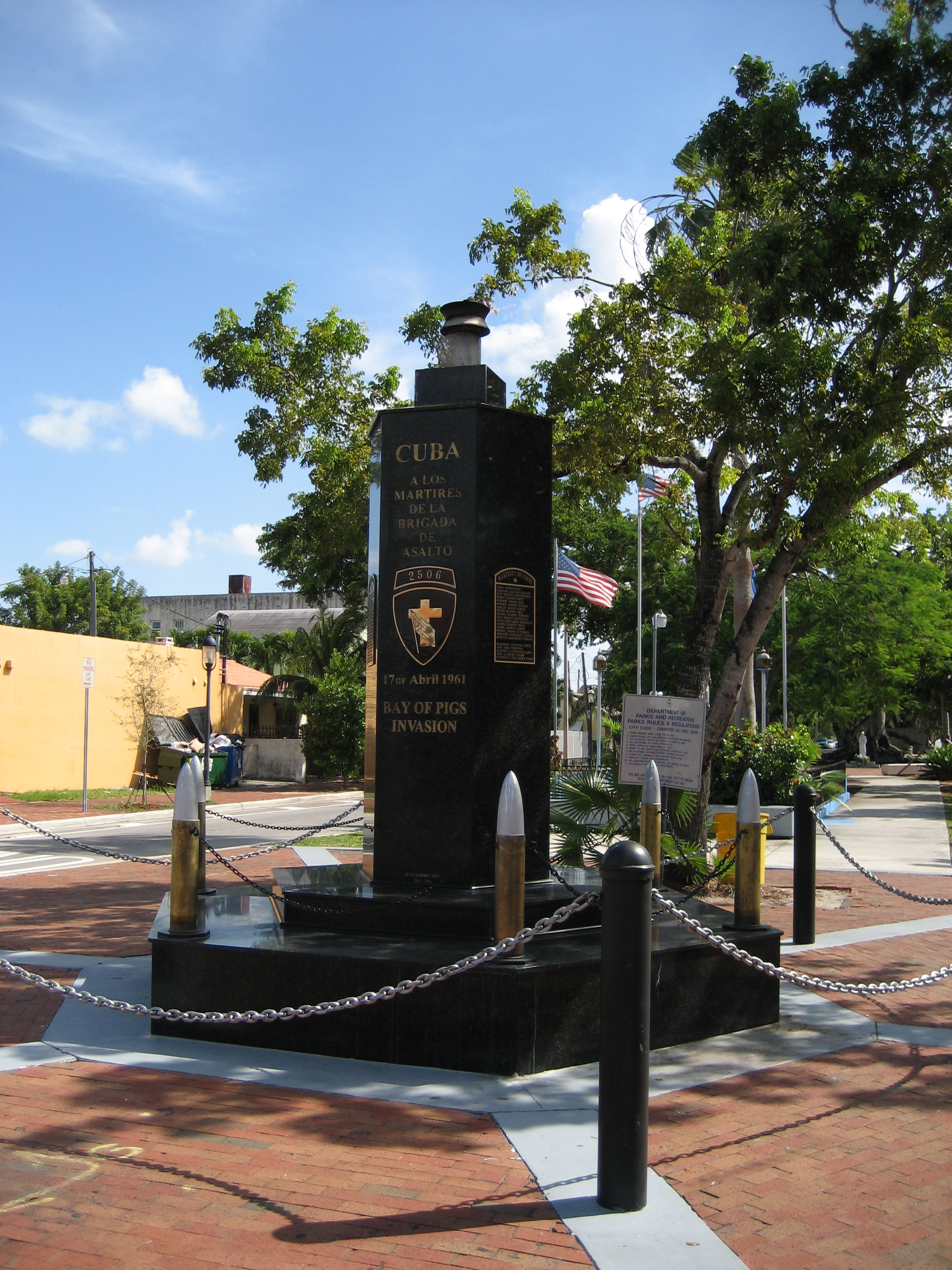
Monument commémoratif du débarquement de la baie des Cochons à Little Havana (Miami).

- Débarquement de la baie des Cochons

Une nouvelle étape est franchie à la suite d'une attaque de dissidents contre le régime castriste, soutenue par les États-Unis :
- l'attaque débute le 15 avril 1961 avec le bombardement, de la part d'exilés cubains à bord de B-26 de l'US Air Force camouflés aux couleurs cubaines, des bases aériennes de La Havane et de Santiago. Cette attaque ne permet pas de détruire l'ensemble des forces aériennes de l'île ;
- en réponse, Fidel Castro déclare le socialisme à Cuba dans un discours tenu dès le lendemain de l'attaque ;
- le 17 avril, une force d'environ 1 500 exilés cubains, financés et entraînés par la CIA, débarque au sud de l'île, dans la baie des Cochons. La CIA comptait sur un soulèvement populaire contre le régime castriste. Ce soulèvement n'eut jamais lieu ;
- le refus du président Kennedy de permettre aux forces aéronavales américaines d'apporter un soutien aérien décisif signa la fin des opérations.

De nombreuses personnes pensent, qu'au lieu d'avoir affaibli le régime castriste, cet échec de tentative d'invasion a consolidé le pouvoir en place. Pendant les trente ans qui suivent, Castro poursuit le rapprochement vers l'URSS jusqu'à l'effondrement de l'Union soviétique en 1991.
L'organisation des États américains (OEA), sous la pression des États-Unis, suspend l'adhésion de Cuba le 22 janvier 1962 et le gouvernement américain interdit tout commerce avec Cuba le 7 février. Le gouvernement de John Fitzgerald Kennedy rend illégales le 8 février 1963 les transactions commerciales et financières ainsi que tous déplacements d'Américains à Cuba. Il en est de même des autres membres de l'OEA au nom du principe selon lequel l'existence d'un état communiste est inadmissible dans l'hémisphère occidental.

### La crise des missiles (1962)

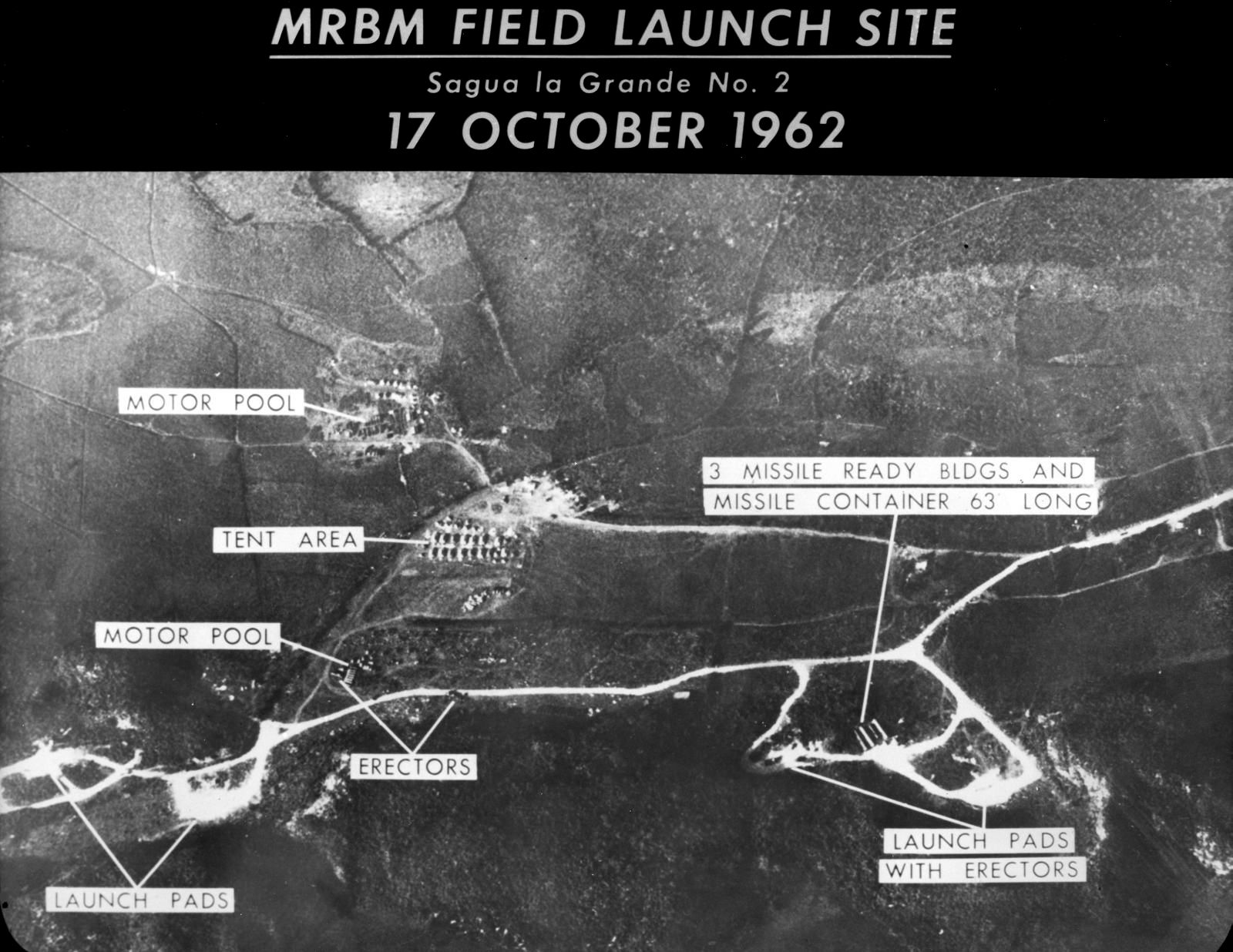
Photo aérienne d'un site de lancement prise le 17 octobre 1962.

Les tensions entre les deux pays atteignent leur paroxysme lors de la crise des missiles d'octobre 1962.

#### Les opérations selon l'historiographie traditionnelle
- Cuba accepte secrètement que l'armée soviétique installe des rampes de lancement de missiles balistiques (à capacité nucléaire) à moyenne portée sur son territoire.
- Dès que les États-Unis découvrent que la construction des rampes est avancée, ils mettent en place un blocus naval autour de l'île en empêchant physiquement les navires soviétiques d'apporter de nouveaux missiles : crise des missiles de Cuba.
- Face à la détermination du président des États-Unis Kennedy, Moscou décide de rappeler les navires et d'enlever les missiles qui étaient déjà en place, en échange de la promesse que les États-Unis n'envahissent pas Cuba.
- Les négociations durent plusieurs jours au cours desquels une guerre nucléaire semble imminente.

#### Les révélations ultérieures
- En 1968, le récit de Robert Kennedy, Thirteen Days Crise à la Maison-Blanche[pas clair] informe qu'une autre partie de l'accord prévoyait le démantèlement des missiles américains installés en Turquie et en Italie.
- En 1977, le déclassement de ses papiers par Arthur Schesinger (Robert Kennedy and His times)[Passage problématique].
- Le 27 septembre 1982, dans le Times, six anciens membres de l'administration Kennedy, Robert McNamara, Dean Rusk, Ted Sorensen, Georges Ball, McGeorge Bundy, Rowell L. Gilpatrick, hostiles pendant la Crise des euromissiles à l'implantation des Pershing en Europe occidentale, reconnaissent, sur la base de ces deux sources, l'accord secret, dans le but de prouver la nécessité de négocier et de désarmer.
- En novembre 1990, Fidel Castro déclasse cinq pièces d'une correspondance entre lui et Khrouchtchev pendant la crise. Sans le vouloir, il invalide sa propre version de la crise selon laquelle les missiles soviétiques avaient été retirés de Cuba sans qu'il ait jamais été consulté.
- Après la chute de l'URSS, l'ouverture des archives soviétiques révèle que certains sous-marins de la marine soviétique, bloqués par les navires de l'US Navy, étaient dotés de torpilles nucléaires qui pouvaient être lancées par la seule décision de leurs capitaines.
- Malgré la volonté affichée en 1980 et 1981 par Ronald Reagan de casser la promesse de ne pas attaquer directement Cuba, les États-Unis ont toujours honoré l'accord de non-agression directe ; mais après 1962, la CIA a continué à soutenir des groupes anti-castristes et à tenter d'assassiner Fidel Castro.
- La base de Guantanamo est restée sous contrôle des États-Unis tandis que Cuba est restée une escale commode pour les sous-marins soviétiques.

## Cuba durant la guerre froide (1962-1990)

### Des rapports tendus avec les États-Unis
Comprendre le sens des événements qui suivent exige de les replacer dans le contexte de la guerre froide, et de la bipolarisation du monde. Stratégiquement, il est inconcevable pour les Américains d'admettre la proximité d'un État militairement allié à l'Union des républiques socialistes soviétiques, équipé d'un armement nucléaire. Inversement, c'est une chance pour l'alliance du Pacte de Varsovie de bénéficier d'une position utile, même si un affrontement militaire avec les États-Unis semble exclu.
Selon le général Fabian Escalante, ex-responsable de la sécurité de Fidel Castro, 638 attentats contre le président cubain ont été organisés par la CIA depuis 1959. Le gouvernement cubain accuse également les États-Unis d'avoir utilisé le « terrorisme bactériologique » contre la population cubaine, notamment par l'introduction de la peste porcine dans l'île en 1971, puis de la dengue hémorragique en 1981.
Luis Posada Carriles, un exilé cubain qui était à la solde de la CIA jusqu'en février 1976, organise le 6 octobre 1976, selon ses propres aveux, un attentat contre un avion de ligne qui a coûté la vie à 73 personnes.
Après des années d'affrontement entre Cuba et les gouvernements successifs de Dwight Eisenhower, John Kennedy, Johnson, Nixon et Ford, le président Jimmy Carter manifeste sa volonté de reprendre le dialogue avec Cuba. Fidel Castro déclare en 2002 : « Celui qui a été capable, en pleine guerre froide, au milieu d’un très profond océan de préjugés, de désinformation et de méfiance de part et d’autre, de tenter d'améliorer les relations entre les deux pays mérite notre respect. » Toutefois à l'été 1975 au summum de la détente des États-Unis et de l'URSS, caractérisée par leur signature en Europe des accords d'Helsinki relatifs à la libre circulation des personnes et des idées, son prédecesseur, Gérald Ford avait fait déjà un geste d'apaisement. Le 21 août l'interdiction, imposée par Kennedy en février 1962 aux autres pays de l'OEA, d'échanger et de commercer avec l'ile, fut levée.
Mais Ronald Reagan, élu président des États-Unis en 1980, met une fin rapide au rapprochement Carter-Castro. La nouvelle « doctrine Reagan » implique la confrontation directe avec les communistes partout dans le monde, notamment en Amérique latine. L'embargo devient plus sévère, et le président des États-Unis lance en 1983 le financement de Radio et Télévision Martí : une station de radio à destination des cubains, qui vise à renforcer la guerre idéologique contre les dirigeants de l'île. Pendant sa campagne électorale de 1980 puis la premièe année de son mandat il ne faisait pas mystère de son désir de remettre sur le tapis l'accord Kennedy-Khrouchtchev de 1962 et de procéder à des actes de bombardement, de blocus militaire, voire d'invasion de l'ile.

#### L'émigration vers les États-Unis

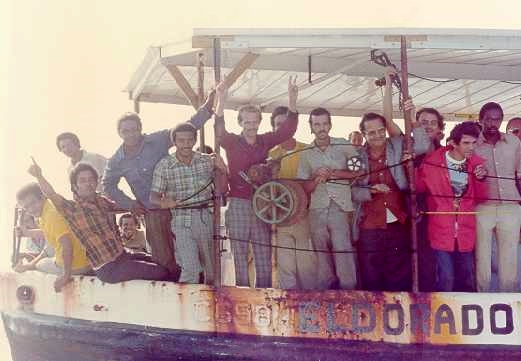
Un bateau de réfugiés cubains arrivé en Floride (exode de Mariel).

Très vite, une importante communauté cubaine s'établit en Floride. Des raisons économiques ou politiques poussent plusieurs centaines de milliers de Cubains à émigrer vers les États-Unis et d'autres pays. Une exception à l'embargo fut faite par la mise en place le 6 novembre 1965 d'un pont aérien entre les deux pays, permettant aux Cubains qui le souhaitaient de quitter l'île. En 1971, date de la fin du pont aérien, ces « Freedom flights » ont transporté au total 250 000 personnes. Lors de l'exode de Mariel en 1980, environ 125 000 personnes partent vers la Floride ; parmi eux, de nombreux prisonniers de droit commun sont expulsés par le régime.
Entre 1959 et 2015, le déficit migratoire cumulé dépasse le million, soit 12 % de la population moyenne durant cette période. Les quatre cinquièmes des Cubains se réfugient aux États-Unis.

### Cuba dans le monde
En janvier 1966, la Havane accueille la première conférence de la Tricontinentale de solidarité anti-impérialiste. Celle-ci souhaite se placer dans la lignée de la conférence de Bandung de 1955. Cette conférence marque l'entrée de pays latino-américains dans le mouvement des non-alignés. Par la suite, Cuba joue un rôle important dans ce mouvement (la Havane accueille son sixième sommet en 1979), malgré ses relations étroites avec l'URSS.
En 1968, Fidel Castro ne condamne pas l’intervention de l’Armée rouge (soviétique) en Tchécoslovaquie pour écraser le Printemps de Prague.
En décembre 1972, Cuba rejoint le Conseil d'assistance économique mutuelle, marché commun des pays de l'Est.
Il s'est rendu six mois plus tôt en URSS pour négocier des accords économiques.

#### Interventions cubaines à l'étranger

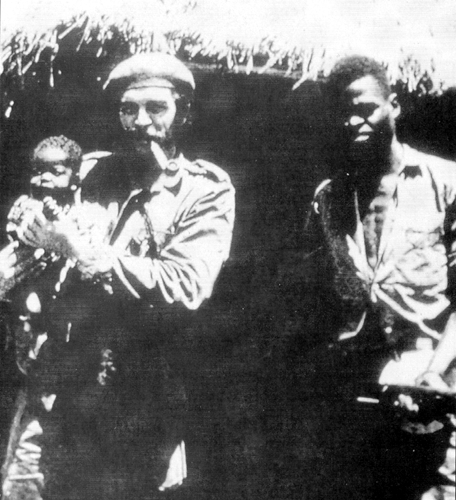
Le Che au Congo, en 1965.

Dès les années 1960, Cuba soutient de façon plus ou moins directe divers mouvements de guérilla communiste en Amérique latine (Venezuela, Guatemala, Bolivie), mais aussi en Afrique, par exemple au Congo en 1965. Le but est d'établir des focos, ou « foyers de révolution », partout dans le monde. C'est au cours d'une de ces opérations de guérilla en Bolivie que Che Guevara est exécuté, le 9 octobre 1967.
En 1963, au cours de la guerre des Sables qui oppose l'Algérie et le Maroc, Cuba apporte son soutien militaire aux Algériens.
Mais la plus importante des opérations cubaines à l'étranger reste l'opération menée en Angola à partir de 1975. Le pays, colonie portugaise, doit proclamer son indépendance le 11 novembre 1975, au terme d'un accord négocié avec le gouvernement de Lisbonne. Trois formations politiques coexistent alors en Angola :
- le Front national de libération de l'Angola (FNLA) de Holden Roberto, soutenu par les États-Unis ;
- l'Union nationale pour l'indépendance totale de l'Angola (UNITA) dirigée par Jonas Savimbi, issue d'une scission du FNLA et assistée par l'Afrique du Sud ;
- le Mouvement populaire de libération de l'Angola (MPLA) d'Agostinho Neto, soutenu par l'Union soviétique.

Le 11 novembre, Neto du MPLA proclame la République populaire d'Angola depuis la capitale, Luanda. Holden Roberto, dirigeant du FNLA, proclame alors à son tour la République démocratique d'Angola. La guerre civile angolaise débute.
Mobutu Sese Seko, dirigeant du Zaïre voisin et allié des États-Unis, soutient activement le FNLA. Neto envoie alors ses troupes envahir le Katanga, province du Zaïre.
Lorsque l'Afrique du Sud expédie à son tour des soldats en Angola pour soutenir l'UNITA, Fidel Castro décide alors, à la demande de Neto et au nom de l'internationalisme, d'envoyer un corps expéditionnaire pour soutenir le MPLA. Cuba envoie en été 1975 des conseillers militaires au MPLA, puis des unités de l'armée régulière cubaine en novembre. La présence cubaine en Angola prend de l'importance. Il y a jusqu'à 50 000 hommes en permanence, et 300 000 soldats cubains auront été présents sur le terrain en treize ans. L'armée cubaine dispose de son propre état-major et constitue de fait la principale force militaire du MPLA avec des régiments d'artillerie et des blindés engagés, tandis que les forces du MPLA constituent l'infanterie chargée des ratissages, etc. L'URSS se charge du pont aérien, et fournit également des avions MiG-21 avec des pilotes à l'armée cubaine. L'armée sud-africaine recule, mais le général de l'Unita, Savimbi, refuse de déposer les armes.
Neto meurt en 1979, José Eduardo dos Santos lui succède à la tête de la République populaire d'Angola. La guerre se poursuit jusqu'à la bataille de Cuito Cuanavale en janvier 1988, qui oppose les combattants cubains et angolais du MPLA aux forces de l'Unita et de l'Afrique du Sud. À la suite de ce combat, durant lequel aucune des forces ne parvient à s'imposer, des négociations s'ouvrent. Les Cubains se retirent ensuite d'Angola, en échange du départ des Sud-Africains de la Namibie. Le bilan de ce conflit est de 7 000 à 11 000 morts parmi les Cubains.
En 1977, Cuba envoie également des milliers de militaires en Éthiopie (alors dirigée par Mengistu Haile Mariam), pour soutenir celle-ci face à la Somalie.

### Unités militaires d'aide à la production

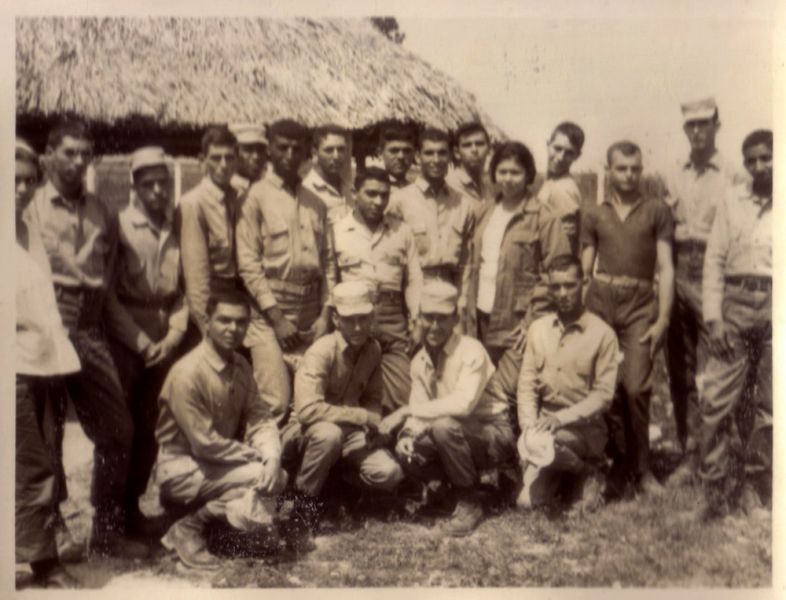
Homosexuels et opposants politiques dans un UMAP en 1967.

En 1964 sont créés les unités militaires d'aide à la production (Unidades Militares de Ayuda a la Producción, UMAP). Selon Le Livre noir du communisme, il s'agit de camps de concentration où homosexuels et religieux sont contraints aux travaux forcés, et doivent y être « rééduqués ». Le livre décrit des conditions de vie très difficiles et des mauvais traitements.
Mariela Castro, nièce de Fidel Castro et militante LGBT, apporte des précisions sur cette époque : « Ce n’était pas des camps, c’étaient des unités militaires d’appui à la production qui s’étaient créés, comme une sorte de service militaire pour faciliter l’obtention d’une qualification aux fils d’ouvriers et de paysans qui à la sortie leur permettrait l’accès à un travail mieux rémunéré. Cela était l’idée qui avait été proposée au nouveau ministère des Forces armées révolutionnaires. C’était une période avec beaucoup de confusions, une nation révolutionnaire était en train de se créer en même temps que des attaques de terrorisme d’État dont le peuple cubain était l’objet : c’était très difficile. Ce fut une des initiatives et dans certaines de ces unités se trouvaient des gens qui humiliaient les homosexuels, qui considéraient qu’il fallait les faire travailler pour qu’ils deviennent des « hommes ». Il fallait les « transformer », ça c’était l’idée de l’époque, et elle était ancrée dans le monde entier. Même les psychiatres pratiquaient des thérapies pour les faire devenir hétérosexuels ».
Les UMAP sont supprimées 18 mois plus tard, en 1967, à la suite de pressions internes et internationales. Selon un témoignage recueilli par Ernesto Cardenal, ce serait Fidel Castro lui-même qui aurait décidé de la fermeture des camps, après s'être rendu compte des crimes qui y étaient commis.
L'homophobie persiste alors tout de même dans la société cubaine ; dans les années 1970, les homosexuels sont tenus à l'écart dans les métiers de la culture et de l'éducation. Les « actes homosexuels » sont finalement dépénalisés en 1979.

### La Constitution de 1976
Dès la création du Parti communiste de Cuba en 1965, une commission, présidée par Blas Roca, est nommée pour préparer un projet de Constitution. Reporté, l'avant-projet n'est finalement publié que le 11 avril 1975.
En décembre 1975 a lieu le premier Congrès du Parti communiste. Fidel Castro y fait un long rapport, qui marque une volonté d'institutionnaliser la révolution dans la prolongation du mouvement de libération nationale de José Martí.
Le Congrès établit alors un calendrier en vue de doter le pays d'une Constitution. L'avant-projet est débattu activement au sein du parti et des organisations de masse; selon Fidel Castro, 6 millions de personnes auraient participé à la discussion. La version finale de la Constitution est adoptée par référendum le 24 février 1976, avec 97,7 % de votes positifs.
Le texte consacre le rôle du Parti communiste comme garant et avant-garde de la révolution, l'Union des jeunes communistes (Cuba) et les organisations de masses sont partie prenante de « l'édification du socialisme ». Les principes de l'économie socialiste et de l'internationalisme sont institutionnalisés.
Selon la nouvelle Constitution, l'Assemblée nationale du pouvoir populaire est l'organe suprême du pouvoir d'État; les autres organes lui sont subordonnés. Ses députés sont élus tous les cinq ans au suffrage indirect, par les délégués des Assemblés municipales, eux-mêmes élus directement par la population (depuis 1992, les députés sont aussi élus au suffrage universel). Le Parti communiste n'est pas autorisé à désigner des candidats (voir Politique à Cuba).
À la fin du mois d'octobre 1976 ont lieu les élections générales. Fidel Castro est alors élu président de la République par l'Assemblée nationale.

### «Rectification des tendances négatives» en 1986
Dans les années 1980, en raison de la conjoncture internationale, Cuba doit diminuer de moitié les importations en provenance des pays occidentaux. Dans le même temps, l'URSS en pleine perestroïka réduit ses aides en direction de l'île. À l'occasion du troisième congrès du Parti communiste, en février 1986, Fidel Castro lance le processus de « rectification des tendances négatives ». Le but affiché par le gouvernement est de lutter contre les dysfonctionnements de la société, d'impulser une « révolution dans la révolution », et de donner un souffle nouveau à celle-ci. Dans les années qui suivent, de nombreux chefs d'entreprise, responsables locaux, et dirigeants nationaux sont remplacés. De nombreux sujets tels que la bureaucratisation de la société, la corruption ou l'homophobie auraient été évoqués lors des débats qui animèrent le processus[source insuffisante].
Les « marchés libres paysans », créés en 1980, sont accusés de permettre un enrichissement démesuré des intermédiaires entre producteurs et acheteurs. Ils sont alors interdits lors du « processus de rectification ».

### L'affaire Ochoa (-1989)
Arnaldo Ochoa Sánchez, ex-commandant du corps expéditionnaire cubain en Angola et héros de la révolution, est arrêté le 12 juin 1989 avec plusieurs de ses officiers. Accusé de corruption et de trafic de drogue, il est condamné à mort et fusillé le 13 juillet, à la suite d'un procès très médiatisé. De nombreuses personnes ont évoqué la possibilité que ce procès ne soit qu'un coup monté par Fidel Castro, pour se débarrasser d'un général devenu trop encombrant.

## La période spéciale (1990 -)
À la fin des années 1980, Cuba réalise près de 80 % de son commerce extérieur avec le bloc de l'Est. Lorsque survient la chute de l'Union des républiques socialistes soviétiques, l'île doit donc faire face à une chute brutale des exportations et importations. Le PIB diminue de 35 %, et l'approvisionnement en électricité devient très insuffisant : c'est le début de la période spéciale en temps de paix.
Dans la première moitié des années 1990, la production industrielle décline de 4/5 et le commerce extérieur de 75 %.
Pour faire face à tous ces problèmes et à l'embargo, les dirigeants cubains sont contraints de mettre en place un grand nombre de réformes.
L'historien Jean-Baptiste Fressoz indique que face au déficit d'alimentation énergétique consécutif à la fin de l'importation du pétrole soviétique et à l'embargo américain, « les horaires de travail dans l’industrie furent réduits, la consommation domestique d’électricité rationnée, l’usage de la bicyclette et le covoiturage se sont généralisés, le système universitaire a été décentralisé, le solaire et le biogaz ont été développés (fournissant 10 % de l’électricité). Dans le domaine agricole, le renchérissement des pesticides et des engrais chimiques, très énergivores, a conduit les Cubains à innover : contrôle biologique des nuisibles, fertilisants organiques, périurbanisation de l’agriculture permettant de recycler les déchets organiques ; enfin, la nourriture a été sévèrement rationnée. Le corps des Cubains fut profondément modifié par la période spéciale : en 1993, au plus fort de la crise, la ration journalière descendit à 1900 kilocalories. Les Cubains perdirent 5 kilos en moyenne, entraînant une réduction de 30 % des maladies cardiovasculaires. Le plus inquiétant, au regard des efforts consentis par la population cubaine, est que la réduction des émissions de CO2 fut finalement assez modeste, passant en dix ans de 10 à 6,5 millions de tonnes ».
Cette période qui commence en 1989 est appelée période spéciale à Cuba, elle comprend 3 phases.

### 1989 à 1993
Les objectifs de Cuba à partir de 1989 ont été :
- atténuer les impacts sociaux de la crise économique sur la population ;
- préserver le travail de la révolution et les accomplissements du socialisme cubain ;
- diversifier les relations extérieures de Cuba ;
- maintenir la croissance et le développement de branches particulières de l'économie: tourisme, biotechnologie et industrie de base ;
- conserver la force du système politique ;
- renforcer l'attention principale sur la santé ;
- donner la priorité à la politique environnementale comme composant de base de la stratégie de développement ;
- diversifier les formes de propriété et de management tout en allouant des espaces pour le capital étranger et les opérations de marché dans l'économie domestique.

### 1994 à 2000
- Initier et renforcer la reprise économique.
- Conduire des politiques monétaires, budgétaires et fiscales de manière à contenir l'inflation et le déficit public sans affecter la qualité de vie et le travail de la population.
- Renforcer le consensus sociopolitique par la participation, la représentation et la démocratie.
- Continuer à réduire la vulnérabilité aux facteurs économiques extérieurs.
- Restructurer, réorganiser et ré-dimensionner l'économie tout en entreprenant des améliorations des formes de management et de l'administration.
- Augmenter l'efficacité économique sans renoncer à l'efficacité et à l'égalité sociale.

### De nouvelles réformes
En 1992, l'Assemblée vote une réforme de la Constitution ; les députés seront élus au suffrage universel (direct), et non indirect comme auparavant.
Parallèlement à l'ouverture de Cuba au tourisme, les devises étrangères (notamment le dollar) sont légalisées sur l'île en 1993, pour ouvrir de nouveaux crédits. Cette mesure crée des inégalités entre ceux qui ont accès à ces devises (particulièrement les cubains qui travaillent dans le tourisme) et ceux qui n'en possèdent pas. Depuis novembre 2004, la circulation libre du dollar est interdite, le système dit de double monnaie est préféré : le peso national est utilisé par les Cubains, et le peso cubain convertible (CUC, valant approximativement 25 pesos nationaux) est réservé aux transactions avec les touristes.
Les petites entreprises privées reçoivent davantage de marge de manœuvre, et les « marchés libres paysans » sont de nouveau ouverts en octobre 1994.

### Cuba sur la scène internationale (depuis 1990)

#### États-Unis
En 1992, le président des États-Unis fait appliquer la loi Torricelli (Cuban Democraty Act) qui renforce l'embargo, en prévoyant notamment des sanctions économiques contre les entreprises de pays tiers qui commerceraient avec Cuba. En 1996, votée sous le mandat du président Bill Clinton, la loi Helms-Burton renforce encore le blocus.
À la fin des années 1990, les relations économiques avec les États-Unis se développent : en 1998, le président Bill Clinton déclara que Cuba n'était plus une menace pour les États-Unis et assouplit l'embargo. La même année, les vols directs et humanitaires avec Cuba purent reprendre. En mars 2000, le Comité des relations extérieures du Sénat autorise la vente de médicaments et de nourriture à Cuba. Depuis 2001, à la suite de l'allègement de l'embargo, les sociétés américaines peuvent vendre certains produits agroalimentaires et des médicaments à Cuba. La plupart des importations agroalimentaires à Cuba viennent des États-Unis. Le gouvernement américain a autorisé la mise en vente aux États-Unis de deux vaccins élaborés à Cuba, devenu un grand exportateur de médicaments génériques. Washington possède une Section d’intérêts des États-Unis à La Havane. Enfin, les Cubains exilés en Floride envoient sur l'île des remesas, c'est-à-dire de l'argent sous forme de mandats.
Le 6 mai 2004, de nouvelles restrictions sont imposées aux déplacements d'hommes et d'argent vers l'île, mais également à la coopération scientifique entre chercheurs américains et cubains. Les échanges entre les bibliothèques scientifiques des deux pays, la publication d'ouvrages cubains aux États-Unis, et les visas accordés aux chercheurs deviennent fortement règlementés. De plus, 59 millions de dollars publics sont alloués pour soutenir financièrement les dissidents cubains. Radio et TV Marti, diffusant depuis Miami des messages anticastristes, reçoivent 18 millions de dollars.
Le pouvoir cubain rapporte que, en janvier 2006, la Section des intérêts nord-américains à Cuba (SINA), créée en 1977 lors de la tentative de normalisation des relations entre les deux pays, installe sur ses locaux à La Havane un panneau lumineux qui diffuse jour et nuit des messages hostiles au gouvernement cubain tels que « De nombreuses Cubaines décentes ne peuvent vivre décemment qu’en faisant des choses indécentes. Si tu es jeune et jolie, qu’est-ce qu’il te rapporte le plus : suivre des études ou suivre un Espagnol ? ». Les autorités de l'île affirment que le bâtiment sert également de centre de recrutement et de formation pour des mercenaires au service des États-Unis. En réponse au panneau lumineux, Cuba a placé devant le siège de la SINA 138 mâts, où flottent des drapeau noirs avec une étoile blanche, symbolisant « 138 années de lutte contre l'impérialisme depuis 1868 » et « la mémoire des 3 478 victimes du terrorisme étasunien ».
Le 30 octobre 2007, l'Assemblée générale de l'ONU condamne l'embargo pour la seizième fois, par 184 voix contre 4.
Le 17 décembre 2014, Cuba et les États-Unis annoncent conjointement la reprise de leurs relations diplomatiques, impliquant un assouplissement de l'embargo américain sur Cuba.

#### De nouveaux alliés en Amérique latine
Durant la guerre froide, Cuba était isolée en Amérique latine, où de nombreux pays étaient dirigés par des juntes militaires pro-américaines : Brésil, Argentine, Chili…
Les années 1990, puis 2000, voient l'arrivée au pouvoir de plusieurs présidents se réclamant de gauche sur le continent, notamment celle d'Hugo Chávez au Venezuela en 1998. Une coopération s'installe alors entre les deux pays, matérialisée en 2001 par la création de l'Alliance bolivarienne pour les Amériques (ALBA). Dans les années suivantes, la Bolivie, le Nicaragua, l'Équateur, la Dominique et le Honduras ont rejoint l'organisation. Le Venezuela est aujourd'hui le premier partenaire commercial de Cuba. Le premier fournit chaque jour près de 100 000 barils de pétrole au second, tandis que plusieurs milliers de médecins cubains opèrent dans les dispensaires du Venezuela.

### Les cinq de Miami (1997)
Entre avril et septembre 1997, une série d'attentats à la bombe se produit dans des hôtels de La Havane. Le 12 juillet 1998, Luis Posada Carriles reconnait dans une interview au New York Times avoir organisé ces attentats pour le compte de la Fondation nationale cubano-américaine, et dit avoir une grande liberté de circulation sur le territoire américain. Les autorités cubaines reçoivent alors des agents du FBI pour leur réclamer l'arrestation des terroristes, et leur fournir les dossiers concernés.
À la surprise du gouvernement de La Havane, cinq cubains sont arrêtés le 12 septembre 1998 à Miami, accusés d'être des agents de Cuba : René Gonzalez Sehweret, Gerardo Hernandez Nordelo, Ramón Labañino Salazar, Fernando González Llort et Antonio Guerrero Rodríguez. Ils sont mis en examen pour 26 chefs d'accusation, notamment celui de conspiration en vue de commettre des délits et des actes d'espionnage pour le compte de Cuba, et, dans le cas de Gerardo Hernandez, celui d'homicide volontaire. Les autres délits concernent l'utilisation de faux papiers ou la non-déclaration de leur statut d'agents.
La défense appelle à la barre trois officiers américains de haut rang (Eugène Carroll, Edward Atkeson, James R. Clapper), qui témoignent en faveur des cinq accusés. Selon leur témoignage, rien n'indique que les agents aient cherché à obtenir des informations secrètes, ou qu'ils auraient eu intérêt à le faire. Concernant l'homicide dont est accusé Hernandez, le procureur reconnaît le 25 juin 2001 que prouver sa culpabilité représente un « obstacle insurmontable » pour les États-Unis. Malgré cela, en décembre 2001, les douze membres du jury reconnaissent les accusés coupables de tous les faits dont ils étaient accusés. Hernandez, Labañino et Guerrero sont condamnés à la prison à perpétuité, Fernando González à 19 ans de réclusion, et René González à 15 ans.
Selon le gouvernement cubain, la véritable mission des cinq agents était d'infiltrer les organisations terroristes basées à Miami, afin de prévenir des attentats contre Cuba. Pour le gouvernement, il s'agit donc d'un procès politique, visant à protéger les terroristes anticastristes réfugiés à Miami.
La défense a dénoncé de nombreuses violations des lois et de la Constitution américaine, tant dans le traitement des accusés que dans la tenue du procès. Les avocats affirment que les cinq prévenus ont été maintenus dix-sept mois en isolement avant le procès, alors que la loi limite cette durée à soixante jours maximum. Ils ajoutent que le droit des familles aurait été bafoué, car celles-ci ne seraient pas autorisées à voir les détenus. Des pressions sur les familles auraient eu lieu, selon les avocats. Concernant le procès, la défense dénonce le fait que celui-ci se tienne à Miami, et exige sa délocalisation, refusée par le tribunal. En effet, la loi américaine prévoit le transfert du procès, dans le cas où le lieu est entaché de préjugés contre les prévenus. Or les avocats assurent que de nombreuses pressions ont eu lieu sur le jury, de la part des cubains anticastristes. Selon El Nuevo Herald, un journal de Miami, certains jurés craignent alors la réaction de l'exil cubain en cas d'acquittement des accusés. Les avocats annoncent donc qu'un jugement impartial est impossible dans cette ville.
En mai 2003, la défense fait alors appel de la condamnation. Deux ans plus tard, en août 2005, la Cour d'appel d'Atlanta annule le procès, et en exige un nouveau. À la suite d'une demande du tribunal de Floride, cette décision est cassée un an plus tard. Les avocats lancent alors une nouvelle phase d'appel.
Le gouvernement cubain fait actuellement de la libération des condamnés, nommés « les Cinq héros », l'une de ses priorités au niveau international.

### L'exil et l'affaire Gonzalez
En 1994, de graves émeutes éclatent dans la capitale,. En juillet 1994, plus de 30 000 Cubains (les balseros) émigrent sur des radeaux vers Miami, pour des raisons politiques ou à cause de la crise économique que traverse Cuba. Selon Le Livre noir du communisme, 7 000 personnes périssent en tentant de fuir l'île pendant l'été parce que les hélicoptères de l'armée cubaine auraient jeté des sacs de sable sur les embarcations pour les couler. En 1996, le régime est condamné par les Nations unies pour violation des droits de l'homme.
Cinq ans plus tard, en novembre 1999, éclate l'affaire Elián González. Cet enfant de six ans embarque avec sa mère en direction des États-Unis ; sa mère se noie durant la traversée, mais l'enfant dérive jusqu'en Floride. La communauté cubaine de Floride exige de garder l'enfant sur le sol américain, alors que le père, soutenu par la Havane, demande son retour à Cuba. Après de nombreuses négociations entre les deux gouvernements, le père obtient le rapatriement d'Elian. Fidel Castro fustige la politique américaine qui obligerait selon lui les émigrants cubain à tenter la traversée, poussés par la difficulté d'obtenir des visas (d'après lui à cause de refus de la part de l'administration américaine), et par la loi qui permet à tout émigrant posant le pied aux États-Unis d'y rester.

### Dissidents etprojet Varela
Selon la Constitution cubaine, l'initiative des lois n'est pas réservée à l'Assemblée nationale du Pouvoir populaire. Si plus de 10 000 citoyens se rassemblent autour d'un projet, celui-ci peut être soumis à l'Assemblée. C'est en vertu de ce droit que Oswaldo Payá Sardiñas, militant catholique et dissident, dépose le 20 mai 2002 à l'Assemblée une pétition rassemblant 11 020 signatures et réclamant de plus grandes libertés d'expression, d'association, et d'entreprise, l’instauration du multipartisme ainsi que des élections générales. Ce projet, appuyé par Jimmy Carter, porte le nom de projet Varela. Le même jour, George W. Bush prononce à Miami un discours exigeant un changement de régime et des « élections libres à Cuba » ; ces propos sont alors jugés très provocateurs par le gouvernement cubain, jugeant que George Bush est « mal placé pour donner des leçons de démocratie ». Fidel Castro riposte en faisant amender la Constitution, pour garantir le caractère « intouchable » du « régime économique, politique et social consacré par la Constitution ». Selon les autorités cubaines, des millions de citoyens auraient participé aux manifestations de soutien à cet amendement,. L'Assemblée nationale a donc décidé de rejeter la proposition d'Oswaldo Payá Sardiñas.
Le 18 mars 2003, c'est le Printemps noir cubain, 75 opposants sont arrêtés, dont Raúl Rivero (fondateur de l'agence de presse dissidente Cuba Press) et Hector Palacios, l'un des pères du projet Varela. Ils sont sommairement jugés et condamnés à de lourdes peines de prison, allant jusqu'à 25 ans, accusés d'avoir reçu de l'argent de la part du gouvernement américain pour nuire à Cuba. Selon le gouvernement cubain, « ils n’ont pas été condamnés pour des idées mais pour des actions payées par une puissance étrangère qui a maintenu contre ce pays une guerre de 44 ans. »
Ces arrestations sont très critiquées par des organisations de défense des droits de l'Homme comme la Commission inter-américaine des droits de l’homme et même par certains défenseurs américains du régime cubain[Qui ?][réf. nécessaire]. Le 17 avril 2003, la Commission des droits de l'homme de l'ONU condamne Cuba,. Christine Chanet, représentante spéciale pour Cuba du Haut commissaire de l’ONU aux droits de l’homme, a pour sa part dénoncé des « conditions de détention physiques et morales alarmantes », et la Commission a plusieurs fois réclamé la libération des prisonniers. La manière dont a été obtenue la majorité pour adopter cette résolution, présentée par les États-Unis et ses alliés, est toutefois contestée par des partisans du gouvernement cubain, tels que Danielle Bleitrach. Celle-ci dénonce des « pressions » de la part du gouvernement américain sur les États membres de la Commission afin d'obtenir la condamnation de Cuba.
Lors d'une conférence de presse, le 25 mars 2004, Felipe Pérez Roque, ministre cubain des Relations extérieures, dénonce une « campagne de mensonges et de diffamation permanente contre Cuba », intensifiée après l'arrestation des « soixante-quinze mercenaires condamnés l'an dernier pour avoir travaillé au service du gouvernement des États-Unis », selon ses propres termes. Il ajoute que sur toutes les personnes arrêtées, deux seulement possédaient un diplôme de journalisme (contredisant ainsi les affirmations de Reporters sans frontières), et que quinze avaient été auparavant condamnés pour des délits de droit commun. Le ministre affirme également que 70 des 75 condamnés ne travaillaient pas, vivant de l'argent fourni par les États-Unis. Pour finir, il dément les accusations de maltraitance sur les détenus, en interrogeant les médecins responsables du suivi de leur santé.
Le 11 avril 2003, trois jeunes hommes qui tentent de quitter l'île, pour rejoindre les États-Unis, détourne un ferry à La Havane et prennent en otage ses passagers. Ils sont arrêtés et jugés puis fusillés, en application de la législation anti-terroriste renforcée en vigueur depuis 2001.

## Cuba après Fidel Castro (depuis 2006)

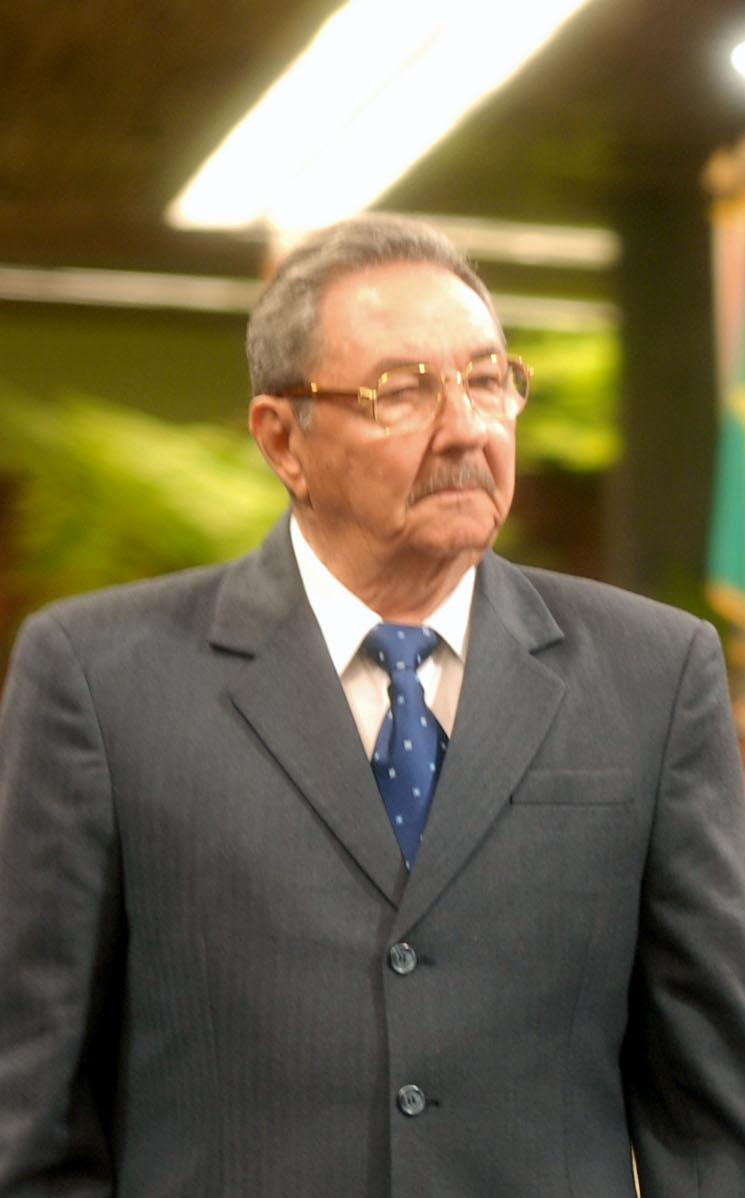
Raúl Castro en 2008.

Le 31 juillet 2006, Fidel Castro délègue temporairement ses pouvoirs à son frère Raúl, après avoir été hospitalisé pour une opération de l'intestin. Raúl est officiellement élu président de la république de Cuba par l'Assemblée nationale le 24 février 2008.
Peu après son arrivée au pouvoir, en 2007, il engage un débat national afin de discuter sur les problèmes du pays. Les Cubains se réunissent au sein de groupes de discussion pour évoquer des idées et présenter des doléances. Plus d'un million de personnes auraient participé à ce débat, parmi lesquelles le sociologue cubain Aurelio Alonso, sous-directeur de la revue Casa de las Americas, qui a dénoncé « un système trop étatisé, trop bureaucratisé, avec un niveau de participation populaire trop limité dans la prise de décisions ». Le chanteur Pablo Milanés, à son tour, a plaidé pour un rajeunissement du Conseil d'État : « Il faut passer le témoin aux nouvelles générations pour que celles-ci fassent un autre socialisme. »
En mai 2008, le gouvernement autorise la vente d'ordinateurs, de lecteurs DVD et de téléphones cellulaires aux particuliers, bien qu'ils restent très chers pour la plupart des Cubains. Les appareils à haute consommation électrique avaient été interdits au début de la période spéciale, pour faire face au manque d'approvisionnement énergétique dans l'île. Les restrictions concernant Internet, en revanche, sont maintenues. Toutefois, un système de câble souterrain serait actuellement en chantier pour permettre à Cuba de se connecter à Internet à travers le Venezuela. Pour l'instant, le seul moyen de contourner l'embargo est de passer par le satellite, une pratique coûteuse.
Le tourisme, permettant à Cuba de recevoir des devises étrangères, reste encouragé. Les Cubains ont désormais le droit de se loger dans les hôtels des touristes. Afin de relancer la production agricole, trop faible pour subvenir aux besoins de l'île, des terres en friche sont distribuées aux petits cultivateurs.
L'une des réformes les plus importantes concerne l'abandon de l'« égalitarisme salarial ». Selon l'économiste cubain Pedro Gomez, « il s'agit de faire valoir le principe socialiste de redistribution qui dit : à chacun selon sa capacité, à chacun selon son travail. [...] On [avait] établi l'égalitarisme et, grâce à lui, la révolution n'a laissé personne sur le bord du chemin. » Pour faire face au vieillissement de la population cubaine, la retraite passe à 65 ans pour les hommes, 60 ans pour les femmes.
Le traitement de l'information reste fermement contrôlé. Le politologue cubain Rafael Hernandez, directeur de la revue Themas, constate une évolution dans la participation des citoyens à l'information, mais précise que de grands progrès restent à faire : « Une résolution du bureau politique à l'adresse des organes de presse les invite à recueillir l'opinion des citoyens. [...] Mais si l'on lit les journaux, on se rend compte que cet espace est extrêmement petit. [...] Il y a une inertie mentale. »
La liberté d'édition est également limitée. Il y a peu de livres dans les librairies hormis des traités de philosophes ou de militants proches du régime. Certains des bouquinistes de la place d'Armes à La Havane proposent sur leurs étals des publications étrangères récentes. « A Cuba, les livres en monnaie nationale sont chers et les meilleurs ne peuvent être achetés qu'en dollars. C'est pourquoi, vendus à 20 % seulement de leur prix en euros, [à l'occasion de la 11e Foire du Livre de La Havane] 6 000 ouvrages français se sont vendus comme des petits pains, témoignant d'une faim de livres auxquels [sic] les éditeurs ont aussi voulu répondre ».
En septembre 2008, les ouragans Gustav et Ike dévastent Cuba, peu après le passage du cyclone Paloma. Selon les chiffres fournis par Cuba, sept personnes sont mortes, 500 000 logements ont été détruits, et les pertes s'élèvent à dix milliards de dollars. Ces catastrophes arrivant en même temps que la crise économique durant laquelle le commerce avec les pays occidentaux diminue fortement, Raúl Castro annonce le début d'une période d'austérité,.
- Grande Récession de 2008, Constitution cubaine de 2019

En juin 2021, le Parlement européen reconnait dans une résolution l'« existence de prisonniers politiques, la persécution politique persistante et permanente, les actions de harcèlement et les détentions arbitraires de dissidents » à Cuba et appelle à une libération de tous les prisonniers.
À la suite des manifestations du dimanche 11 juillet 2021, liées aux difficultés sanitaires et économiques, Miguel Diaz-Canel demande à ses partisans de défendre la révolution dans la rue et accuse les États-Unis d'être à l'origine de cette contestation,. Selon le média 14ymedio il est dénombré plusieurs morts, blessés, disparus et prisonniers parmi les manifestants. En mars 2024, lors de nouvelles manifestations de rue, des cubains demandent la liberté, de la nourriture ou encore le rétablissement pérenne de l'électricité sur l'île,.

### Galerie récente de dirigeants

Fidel Castro Premier ministre (1959-1976) président (1976-2006/2008)
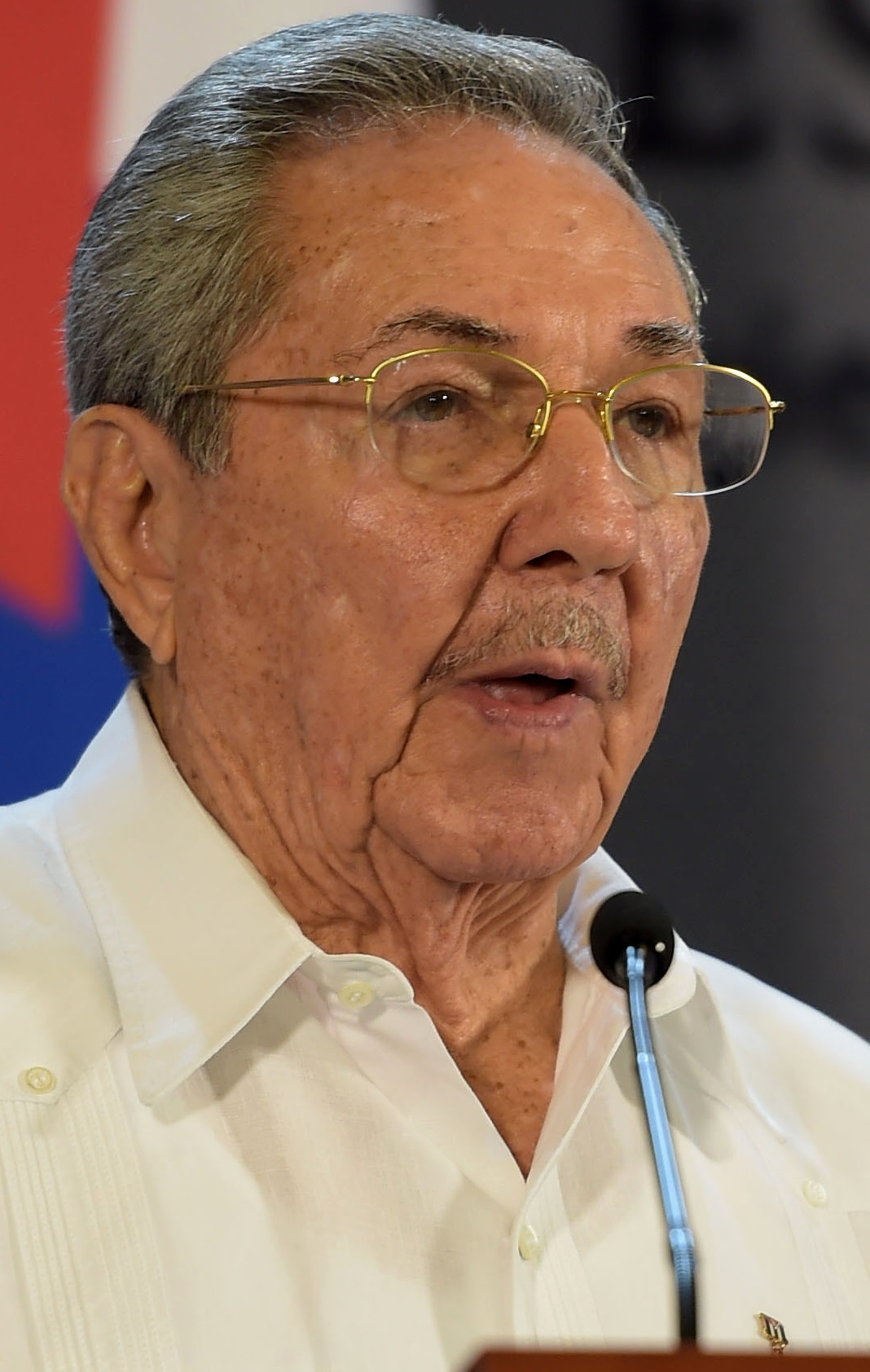
Raúl Castro Président (2006/2008-2018)
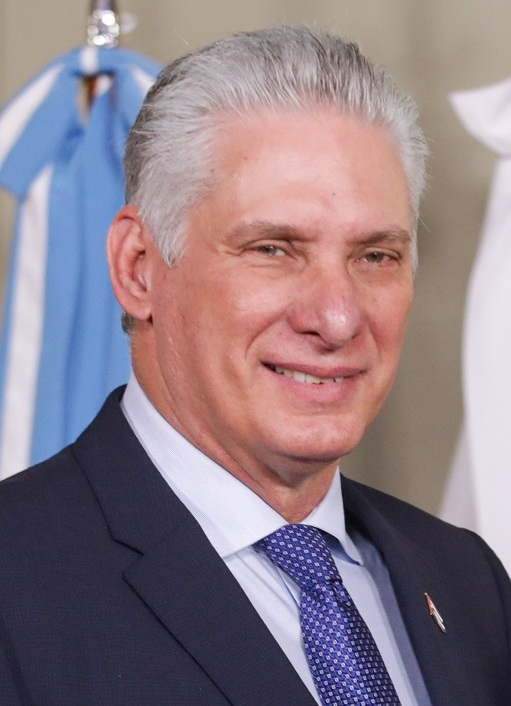
Miguel Díaz-Canel Président (2018-présent)
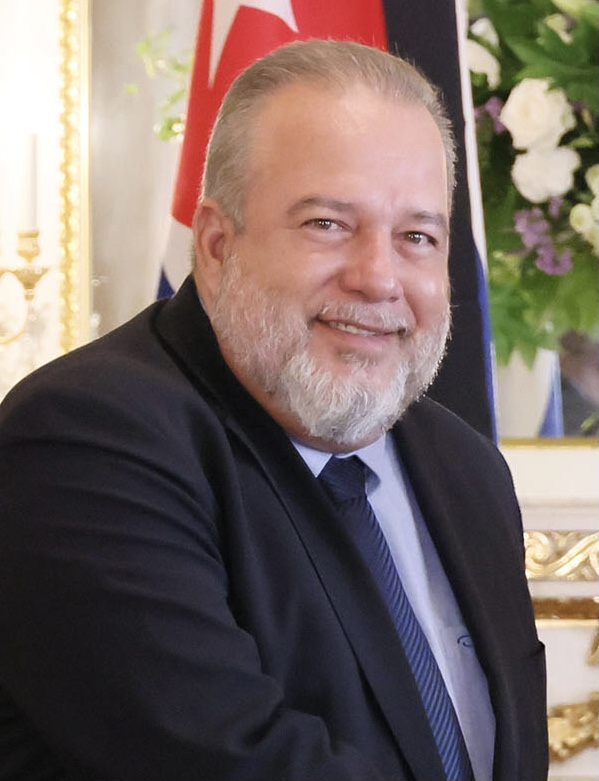
Manuel Marrero Cruz Premier ministre (2019-présent)

### Filmographie
- Cuba année zéro, film de Xavier Villetard, Jem Productions, Euro Media France, 2012, 1 h 15 min (DVD)

#### Cuba
- Liste du patrimoine mondial à Cuba
- Liste du patrimoine culturel immatériel de l'humanité à Cuba
- Archives Nationales de la République de Cuba (en) (1840, ANRC)
- Liste d'archives à Cuba (en)
- Registre international Mémoire du monde (Cuba)
- Chronologie de Cuba (en)
- Aborigènes de Cuba (es), Taïnos, Guanajatabeys

##### 1500
- Guamá (chef taïno) (?-1532), chef taïno
- Capitainerie générale de Cuba (1510-1898)
- Liste des gouverneurs de Cuba
- Esclavage à Cuba (en), chronologie de l'esclavage

##### 1700
- Bataille de La Havane (1748)
- Bataille de La Havane (1762)

##### 1800
- Paysage archéologique des premières plantations de café du sud-est de Cuba
- Histoire de la nationalité cubaine
- Année du cuir (es) (1844) massacre d'esclaves
- Manifeste d'Ostende (1854)
- Guerre des Dix Ans (1868-1878)
- Petite Guerre (1879-1880)
- Guerre d'indépendance cubaine (1895-1898), José Martí (1853-1895), politique espagnole de reconcentration (1895-1898)
- Charte autonome de Cuba (1897) (es)
- Guerre hispano-américaine (Desastre del 1898)
- Base navale de la baie de Guantánamo (1898-)
- Occupation américaine de Cuba (1898-1902, 1906-1909)

##### 1900
- Guerre de 1912 (en)
- Histoire de l'Amérique latine pendant la Première Guerre mondiale
- Intervention du sucre (es) (1917-1922)
- Histoire du communisme
- Coup d'État à Cuba en 1933 (es)
- Coup d'État à Cuba en 1934 (es)
- Coup d'État à Cuba en 1952 (es)
- Granma (bateau) (1956)
- Rébellion de l'Escambray(1959-1965)
- Débarquement de la baie des Cochons (1961), opération Mongoose (1961), opération Northwoods
- Interventions étrangères de Cuba (en)
  - Internationalisme militaire cubain (en) (1960-), internationalisme médical cubain
  - Crise des missiles de Cuba (1962), Vassili Arkhipov
  - Crise congolaise (1960-1965), guerre des Sables (1963, Maroc-Algérie), guerre d'indépendance de la Guinée-Bissau (1963-1974), Guérilla de Ñancahuazú (1966-1967, Bolivie)
  - Incident de Machurucuto (es) (1967, Venezuela), conflit inter-yéménite de 1972, guerre du Kippour (1973), opération indépendance (en) (1975, Argentine), invasion de la Grenade (1983)
  - Intervention cubaine en Angola (1975-1991), guerre de l'Ogaden (1977-1978), guerres civiles en Éthiopie (1974-1991), guerre d'indépendance de l'Érythrée (1961-1991)
- Dissidence cubaine (1970-), droits de l'homme à Cuba
- Exode de Mariel (1980), balsero, exilé cubain (Exodus), Massacre del Río Canímar (es) (1980)
- Crise de l'ambassade du Pérou à La Havane en 1980 (es)
- Double économie de Cuba (en) après l'effondrement de l'URSS, Période spéciale à Cuba (en) (1991-2000), Organopónicos, Libreta (carnet d'approvisionnement/rationnement)
- Manifestation du 5 août 1994 à Cuba (Maleconazo)
- Massacre du remorqueur 13 de Marzo (1994)
- Embargo des États-Unis contre Cuba, événements cubains attribués aux États-Unis par le gouvernement cubain
- Crise financière russe de 1998
- Projet Varela (1998-)

##### 2000
- Camp de Guantánamo (2001-), liste de détenus de Guantánamo
- Printemps noir (Cuba) (2003), Dames en blanc (2003)
- Orientations de la politique économique et sociale du Parti et de la Révolution (es) (2011)
- Dégel cubain (2014-2015)
- Décès et funérailles nationales de Fidel Castro (es)
- Constitution cubaine de 2019
- Manifestations de 2020 à Cuba (es)
- Manifestations du 11 juillet 2021 à Cuba, Patria y vida

#### sans date(s)
- Culture de Cuba
  - Langues à Cuba, littérature cubaine
  - Ethnographie de Cuba (es)
  - Aborigènes de Cuba (es)
  - Liste du patrimoine mondial à Cuba
  - Liste représentative du patrimoine culturel immatériel de l'humanité
  - Liste de musées à Cuba
- Démographie de Cuba
- Histoire militaire de Cuba, liste des guerres impliquant Cuba (en),
- Démographie de Cuba, Afro-Cubains, Cap-Verdiens de Cuba (en)
- Économie de Cuba
- Politique à Cuba, Assemblée nationale du pouvoir populaire (1976-), Élections à Cuba
  - Histoire constitutionnelle de Cuba (es)
  - Liste des gouverneurs de Cuba (1511-1902)
  - Liste des présidents de Cuba (depuis 1868)
  - Liste des chefs du gouvernement de Cuba
  - Politique étrangère de Cuba, relations entre Cuba et la Russie, relations entre Cuba et l'Union européenne
- Trafic de drogue à Cuba
- Pandémie de Covid-19 à Cuba